# Demografía del Estado de Hidalgo
De acuerdo con al Censo Población y Vivienda 2020 del INEGI, la demografía del estado de Hidalgo, presenta una población total de 3 082 841; lo que representa 2.4 % de la población de México. De esos habitantes, 1 601 461 son mujeres, y 1 481 379 son hombres; Teniendo densidad de población de 148.1 hab/km². La distribución de población es: 52 % urbana y 48 % rural.< Los principales pueblos indígenas del estado son el pueblo otomí, nahua y tepehua. 
En el estado de Hidalgo 48 693 personas se autoreconoce como afromexicana o afrodescendiente, el 1.58 % de la población total del estado de Hidalgo.

## Población

### Por localidad

#### Localidades más pobladas
El término localidad en el ámbito geográfico de México, hace referencia al menor de los tres niveles de división subnacional reconocidas por la entidad gubernamental encargada por la ley de la definición del marco geoestadístico nacional, el Instituto Nacional de Estadística y Geografía (INEGI). La localidad, de acuerdo a la costumbre o a las leyes de cada estado, puede tener títulos como ciudad, villa, pueblo, ranchería, congregación o incluso ejido; su población y condiciones políticas o económicas pueden ser enormemente variables, e incluso puede encontrarse completamente despoblada. 
De acuerdo a la Ley orgánica municipal del estado de Hidalgo se considera ciudad a las que tengan más de 25 000 habitantes; pueblo, más de 10 000 habitantes; villa, más de 5000 habitantes; comunidad, más de 500 habitantes; y ranchería, las que tengan menos de 500 habitantes. Al año 2020 el estado de Hidalgo cuenta con 4690 localidades urbanas y rurales.

## Dinámica poblacional

### Evolución demográfica
El 16 de enero de 1869 se erigió el estado de Hidalgo con una población de 404 207 habitantes; en el primer censo oficial de población en 1895 se contabilizaron 551 817 personas; A principios del siglo XX durante el Porfiriato en 1900 la población era de 605 051 personas, y para 1910 la población creció a 646 551 personas. Al finalizar la Revolución mexicana la población se redujo a 622 241 personas. El censo de 1930 registró una población de 677 772 habitantes; el de 1940 mostró 771 818 habitantes;
el de 1950 mostró 850 394 habitantes.< Pasando a 1960 donde se contabilizo 994 598 habitantes; el de 1970 mostró 1 193 845 habitantes,< y finalmente el de 1980 presentó 1 547 493 habitantes. De 1930 a 1980, el total de la población se duplicó; siendo 1970 cuando se sobrepasan el millón de personas.
El censo del año 1990 registro una población de 1 888 366 habitantes; el de 1995 mostró 2 112 473 habitantes; el de 2000 mostró 2 235 591 habitantes.< Pasando al nuevo milenio en el año 2005 donde se contabilizó 2 345 514 habitantes; el de 2010 mostró 2 665 018 habitante. De 1970 a 2010, el total de la población se duplicó; siendo 1995 cuando se sobrepasan los dos millones de personas. De acuerdo con la Encuesta Intercensal 2015 del INEGI se cuenta con una población de 2 858 359 habitantes. Con los resultados del Censo Población y Vivienda 2020 del INEGI, presenta una población de 3 082 841; lo que representa 2.4 % de la población de México.
| Gráfica de evolución demográfica de Demografía del Estado de Hidalgo entre 1869 y 2020 |
|                                                                                        |
| Fuente: INEGI                                                                          |

### Pirámide de población
Los datos de la pirámide de población de 2020 se pueden resumir así:
- La población menor de 20 años es el 34,63 % del total.
- La comprendida entre 20-40 años es el 29,6 %.
- La comprendida entre 40-60 años es el 23,18 %.
- La mayor de 60 años es el 12,59 %.

La Edad Media en Hidalgo en el año 2000 fue de 22 años, para 2020 fue de 25 años y para 2020 es de 30 años. El municipio de Acaxochitlán es el más joven con 23 años de edad mediana, y el municipio de Eloxochitlán es el más envejecido con 39 años de edad mediana.

### Densidad
En cuanto a la densidad de población en 1895 fue de 26.6 hab/km²; para el año 1970 se incrementó a más del doble al llegar a 56.9 hab/km²; Para 1995 registra 101.35 hab/km², y para 2000 fue de 107.20 hab/km². De acuerdo a los resultados del censo del año 2005 fue de 112.66 hab/km², y para el censo de 2010 fue de 128.04 hab/km².  De acuerdo a la Encuesta Intercensal de 2015 fue de 137.3 hab/km²; y para el Censo Población y Vivienda 2020 es de 148.1 hab/km².

### Natalidad
La tasa de natalidad es una medida de cuantificación de la fecundidad, que refiere a la relación que existe entre el número de nacimientos ocurridos en un cierto periodo y la cantidad total de efectivos del mismo periodo. El lapso es casi siempre un año, y se puede leer como el número de nacimientos de una población por cada mil habitantes en un año. Representa el número de individuos de una población que nacen vivos por unidad de tiempo. 
Durante 2020, la tasa de natalidad disminuyó, pues pasó del 18.25 por ciento en 2016 al 16.91 por ciento en este 2020, por lo que también descendió el número de nacimientos en la entidad de 53  642 a 52 181 en los últimos cuatro años, de acuerdo con datos del Consejo Estatal de Población (Coespo).

### Fecundidad
La tasa global de fecundidad es el número promedio de niños si la mujer o mujeres tuvieran sus hijos en todos sus años reproductivos de acuerdo con las tasas de fecundidad específicas por edad de la población y épocas del estudio. Para 2020 el promedio de hijas e hijos nacidos vivos de las mujeres de 12 años y más, es de 2.2. Un disminución en comparación con 2010 y 2000 siendo 2.5 y 2.8 respectivamente.
Entre los municipios con mayor promedio de hijos se encuentran Nicolás Flores (3.2), Xochiatipan (3.0), Tlahuiltepa (3.0), San Felipe Orizatlán (3.0), Huautla (3.0) y Pisaflores (3.0). Y Entre los municipios con menor promedio de hijos se encuentran Atotonilco de Tula (1.9), Zempoala (1.9), Tizayuca (1.8), Pachuca de Soto (1.7) y Mineral de la Reforma (1.6).
El volumen de mujeres en edad reproductiva o fértil (15 a 49 años), en 1970 el porcentaje de mujeres en edad fértil, era de 40.8 por ciento respecto al total de mujeres de Hidalgo; en términos absolutos ascendían a 255 604 mujeres, esta cifra se triplicó para 2015, representando 53.1 % del total de mujeres del estado, con un volumen de 795 266 mujeres, se prevé que pasará a 50.6 % en 2030 y a 45.6 % en 2050.
La tendencia de descenso de la fecundidad total de 7.2 hijos(as) por mujer en 1970 a 2.21 y a 1.72 en 2015 y 2050, respectivamente, lo cual, en el periodo de proyección implica una disminución de 22.2 por ciento. Siendo el descenso más visible en las mujeres de 15 a 19 años al pasar de 134.8 hijos(as) por cada mil adolescentes en 1970 a 75.8 en 2015 y a 56.6 en 2050, escenario en el cual la fecundidad decrecerá en 25.4 por ciento en el periodo 2015–2050; en consecuencia los nacimientos de mujeres adolescentes pasarán de 8 303 en 1970 a 9 872 en 2015 y a 6 952 en las mujeres de 15 a 19 años de Hidalgo en 2050.

### Mortalidad
La mortalidad es la proporción de personas que fallecen respecto al total de la población en un período de tiempo, en Hidalgo la tasa bruta de mortalidad para 2020 es de fue de 6.33. Las principales causas de muerte fueron las enfermedades del corazón, diabetes mellitus y los tumores malignos. Del 100 % de defunciones el 8.9 % fueron aquellas defunciones debidas a acontecimientos ambientales y circunstancias, como: traumatismos, envenenamientos y otros efectos adversos.
La mortalidad infantil es el indicador demográfico que señala el número de defunciones de niños en una población de cada mil nacimientos vivos registrados, durante el primer año de su vida en Hidalgo para 2020 es de 10.89. Se espera que la mortalidad infantil disminuya a 7.9 en 2030 y a 3.7 en 2050; diferenciando entre hombres y mujeres, la mortalidad infantil pasará de 13.3 y 10.9 defunciones de menores de un año por cada mil nacidos(as) vivos(as) en 2015, a 8.7 y 7 en 2030, y a 4.1 y 3.2 en 2050, respectivamente.

### Esperanza de vida
En Hidalgo para 2020, la esperanza de vida en total al nacer es de 75.11 años, las mujeres tienen una esperanza de 77.82 años y los hombres 72.33 años.
En 1950, al nacer un bebé en Hidalgo, tenía una esperanza de vida de 42 años, edad que se incrementó de manera sustancial hasta nuestros días, al alcanzar una longevidad promedio de 74 años. La esperanza de vida al nacimiento, de 2030 a 2050, pasará de 76.6 a 79.6 años promedio, es decir, aproximadamente una ganancia de 3 años de vida promedio adicionales. Respecto a la brecha en la esperanza de vida entre hombres y mujeres, se espera que se mantenga con pequeñas variaciones, de 5.6 en 2030 a 5.8 años en 2050, estimando en los hombres una esperanza de vida de 73.8 años en 2030 y de 76.6 en 2050 y las mujeres alcanzarán 79.4 años en 2030 y 82.4 en 2050.

### Morbilidad
La morbilidad registrada en el estado de Hidalgo se caracterizó porque las primeras causas fueron enfermedades infecciosas, en segundo y tercer lugar se encuentran infecciones de vías urinarias e infecciones intestinales respectivamente.
Con la estratificación por cáncer cérvico-uterino se identifica que el 33.3% de los municipios presentan un riesgo alto; 34 municipios (40.5%) se clasifican en riesgo medio y los 22 restantes con bajo riesgo. Los municipios con riesgo alto para deficiencias de yodo ubican a Cardonal, Molango e Ixmiquilpan.
El riesgo alto para dengue en Hidalgo se concentra en tres municipios localizados en la región de la Huasteca; Huejutla de Reyes, Jaltocán y Atlapexco. Siete municipios del estado se clasificaron como de alto riesgo en enfermedad de Chagas: Huejutla de Reyes, Huichapan, Alfajayucan, Ixmiquilpan, San Salvador, Actopan y Pachuca de Soto.
Con alto riesgo a infección por Virus de la Inmunodeficiencia Humana (VIH)/Síndrome de Inmunodeficiencia Adquirida (sida): Pachuca de Soto, San Felipe Orizatlán, Tulancingo de Bravo, Tepeji del Río de Ocampo, Alfajayucan, Ixmiquilpan, Actopan, Tizayuca, Huejutla de Reyes, Mixquiahuala de Juárez, Tula de Allende y Xochiatipan.
La estratificación por accidentes ubica en alto riesgo a los municipios de Ixmiquilpan, Atotonilco el Grande, Acaxochitlán, Huichapan, San Bartolo Tutotepec, Chapulhuacán, Huasca de Ocampo, Pachuca de Soto, Santiago de Anaya y Tenango de Doria. Los municipios con riesgo alto para deficiencias de yodo ubican a Cardonal, Molango de Escamilla e Ixmiquilpan. En Hidalgo, existe riesgo alto de alcoholismo en 28 municipios, destaca la región del Valle del Mezquital, la Sierra Gorda, entre otras, el riesgo medio se ubica en las regiones de la Huasteca y el Valle de Tulancingo.

### Sanidad

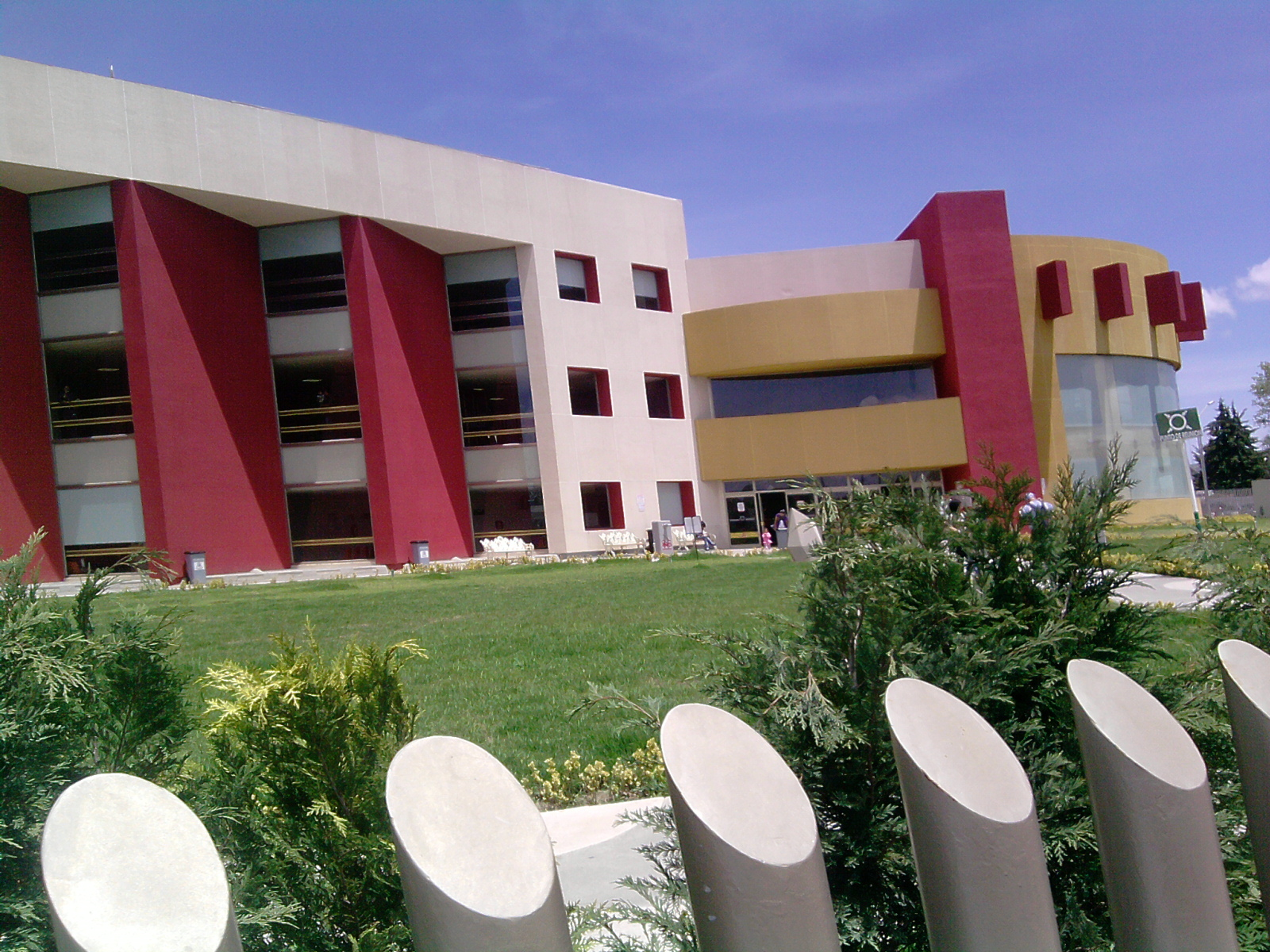
Hospital del Niño DIF María Elena Sañudo inaugurado el 25 de marzo de 2010 en un terreno de 36 000 m² (13 400 m² de construcción).

Para 2020 el 69.7 % se encuentra afiliada a algún servicio de salud, el 30.1 % no se encuentra afiliada y el 0.2 % no específico. Del total de personas afiliadas el 34.6 % está afiliada al Instituto Mexicano del Seguro Social (IMSS); 10.3 % al Instituto de Seguridad y Servicios Sociales de los Trabajadores del Estado (ISSSTE); el 0.5 % al ISSSTE Estatal; el 1.6 % a las dependencias de salud de PEMEX, Defensa o Marina; el 51.0 % al Instituto de Salud para el Bienestar (INSABI); el 1.1 % el IMSS-Bienestar; 1.2 % a una Institución privada; y 1.0 % a otra institución.
Se cuenta con una infraestructura de 972 unidades médicas, integradas por 28 hospitales y 944 unidades de consulta externa. Para atender a los usuarios sin derechohabiencia los Servicios de Salud cuentan con 16 hospitales y 536 unidades de consulta externa; el IMSS-Prospera cuenta con 4 hospitales y 227 unidades de consulta externa; 1 Hospital del Niño DIF Hidalgo.
Para la atención de los usuarios derechohabientes, se cuenta con 57 unidades médicas, de las cuales 20 son del IMSS en su régimen ordinario; 35 del ISSSTE y 2 de PEMEX. La Cruz Roja Mexicana Delegación Hidalgo cuenta con 18 unidades médicas para su uso; en cuanto a la atención en materia de rehabilitación se cuenta en el estado con 1 Centro de Rehabilitación Integral de Hidalgo, 6 Centros De Rehabilitación Integral Regionales y 57 Unidades Básicas de Rehabilitación.
La delegación estatal del ISSSTE Hidalgo cuentan unidades de primer nivel de atención como: dos Clínicas de Medicina Familiar; veintinueve Unidades de Medicina Familiar; dos Consultorios auxiliares por convenio, de las cuales quince unidades son propias y veintiuno subrogadas. Las unidades de segundo nivel del ISSSTE son: un Hospital General; dos Clínicas Hospitales y dos Clínicas de Medicina. El IMSS, en su Programa Prospera, tiene 215 Unidades de Primer Nivel, 6 Módulos Urbanos y 11 Brigadas de Salud. En cuanto a las unidades de segundo nivel en el estado, hay un total de 4 hospitales rurales solidaridad en Metepec, Ixmiquilpan, Zacualtipán de Ángeles y Huejutla de Reyes. El IMSS en su Régimen Ordinario tiene catorce Unidades de Primer Nivel, cuatro en la región Pachuca, tres en la región Tulancingo, cuatro en la región Tula, uno en la región Sahagún, Tepeji del Río y Tizayuca. Las unidades de segundo nivel que existen en el estado hacen un total de seis, una en cada región; cuatro Hospitales de Zona con Medicina Familiar, un Hospital General de Zona y un Hospital General de Sub-Zona.

### Educación

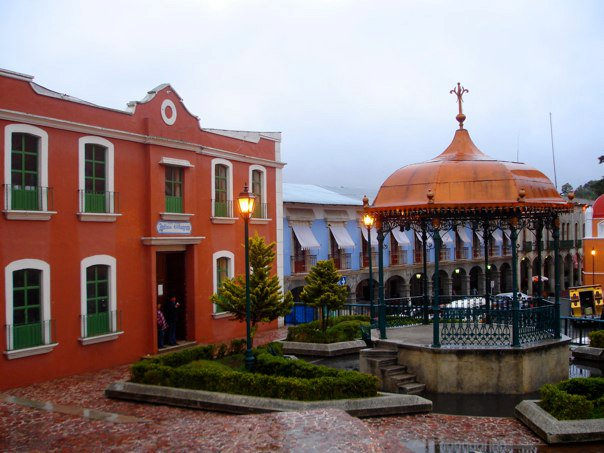
Escuela Primaria "Julián Villagrán" en Mineral del Monte.

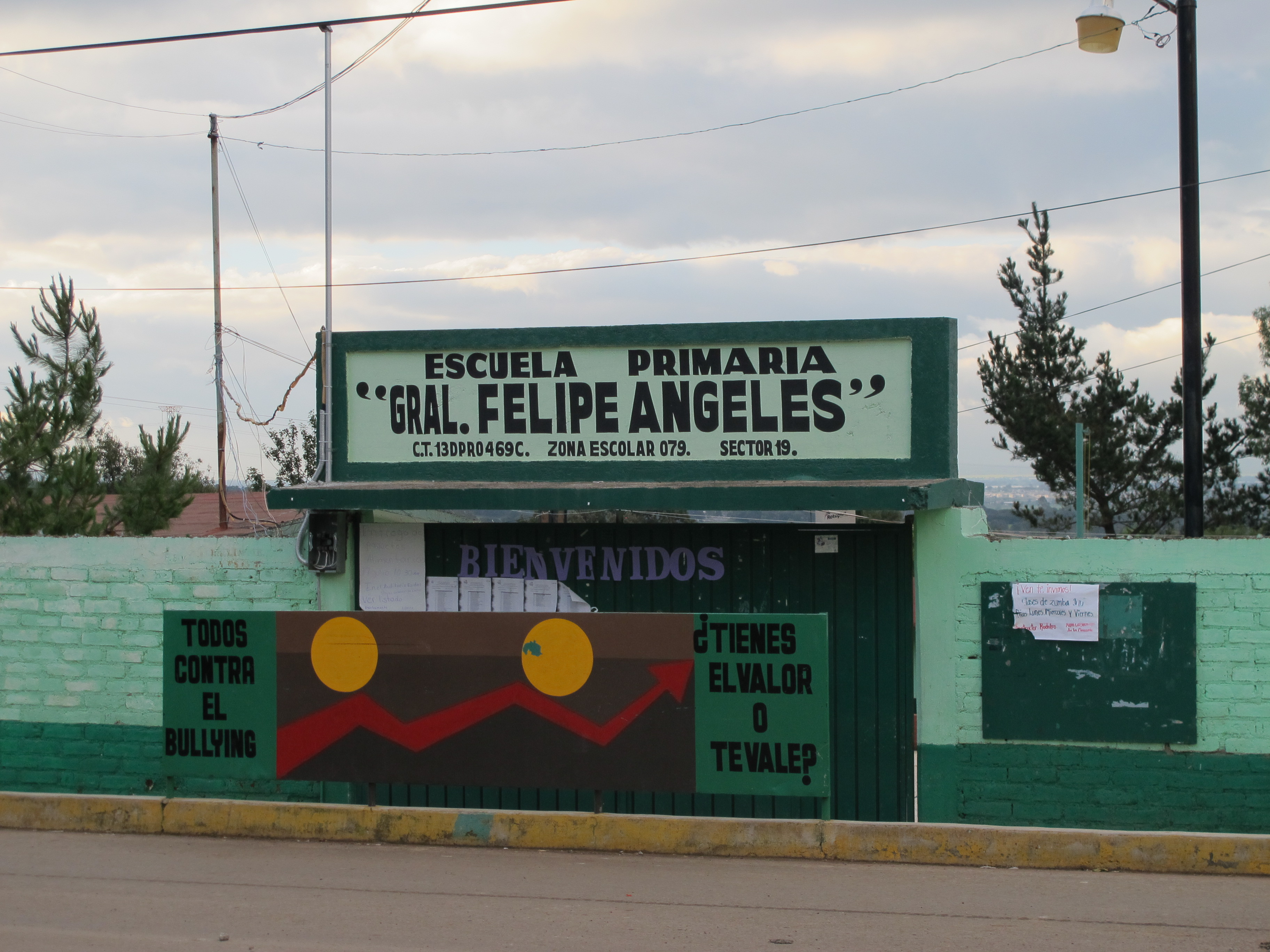
Escuela Primaria "Gral. Felipe Ángeles" en la localidad de Los Romeros, en el municipio de Santiago Tulantepec de Lugo Guerrero.

Para 2020 en Hidalgo, el grado promedio de escolaridad de la población de 15 años y más es de 9.4, lo que significa un poco más de la secundaria concluida. Los municipios con mayor grado promedio de escolaridad son Mineral de la Reforma con 11.7, y Pachuca de Soto con 11.5; los equivale a tener el segundo grado de educación media superior. Los municipios con menor grado promedio de escolaridad son La Misión con 6.2, y Xochiatipan con 6.3; los equivale a tener un poco más de la primaria concluida.
La tasa de analfabetismo en el estado de Hidalgo es de 6.6 por ciento. Con una población analfabeta de 151 311 personas. Para 2020 el porcentaje de población de 3 a 5 años que asiste a la escuela es de 63.9 %, el porcentaje de 6 a 14 años es de 96.2 %, el porcentaje de 15 a 24 años es de 49.1 %.

#### Educación media superior

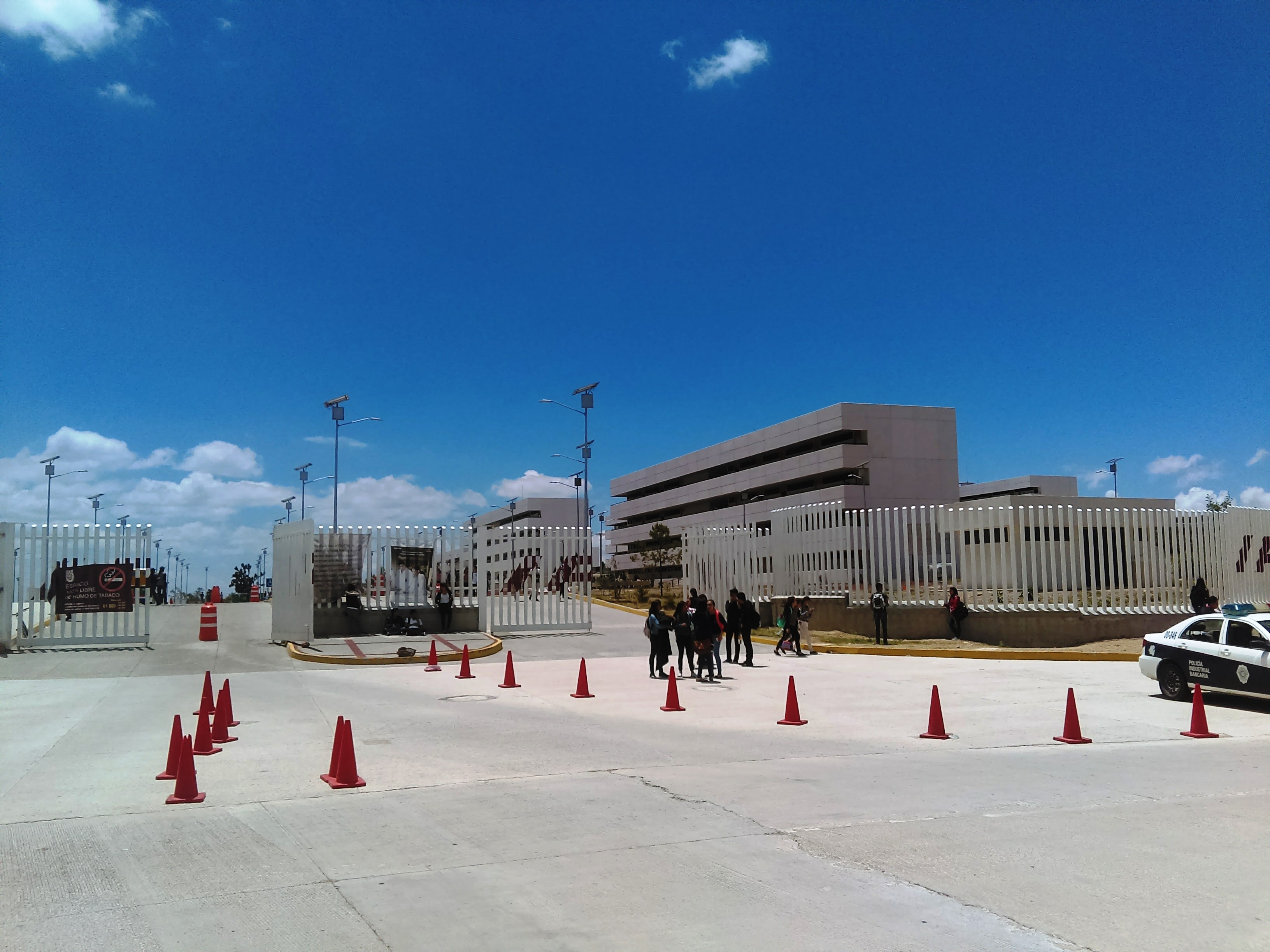
Centro de Estudios Científicos y Tecnológicos No. 16 del IPN en la Ciudad del Conocimiento y de la Cultura, localizada en los límites municipales de Pachuca y San Agustín Tlaxiaca.

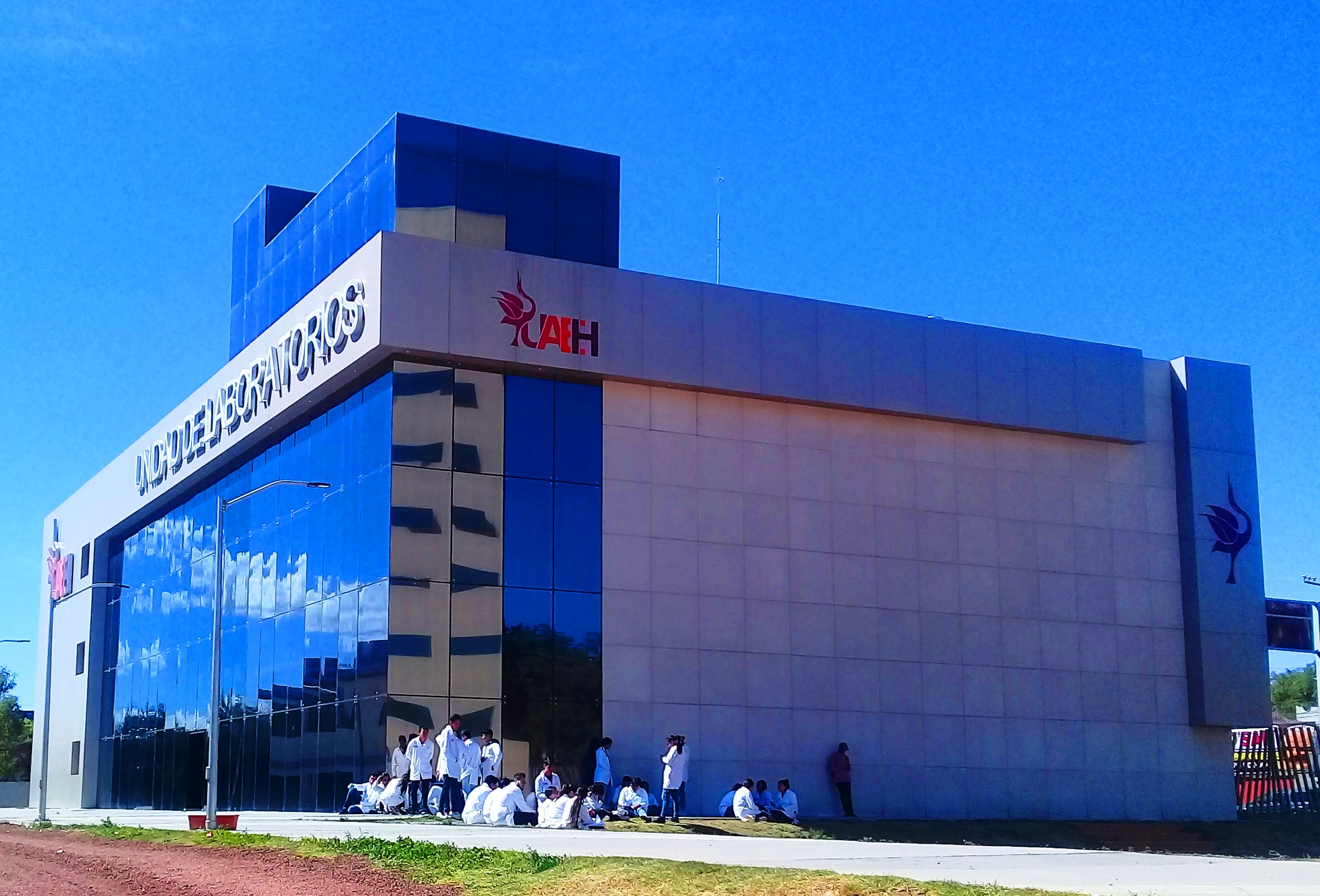
Escuela Preparatoria Número 1 (UAEH).

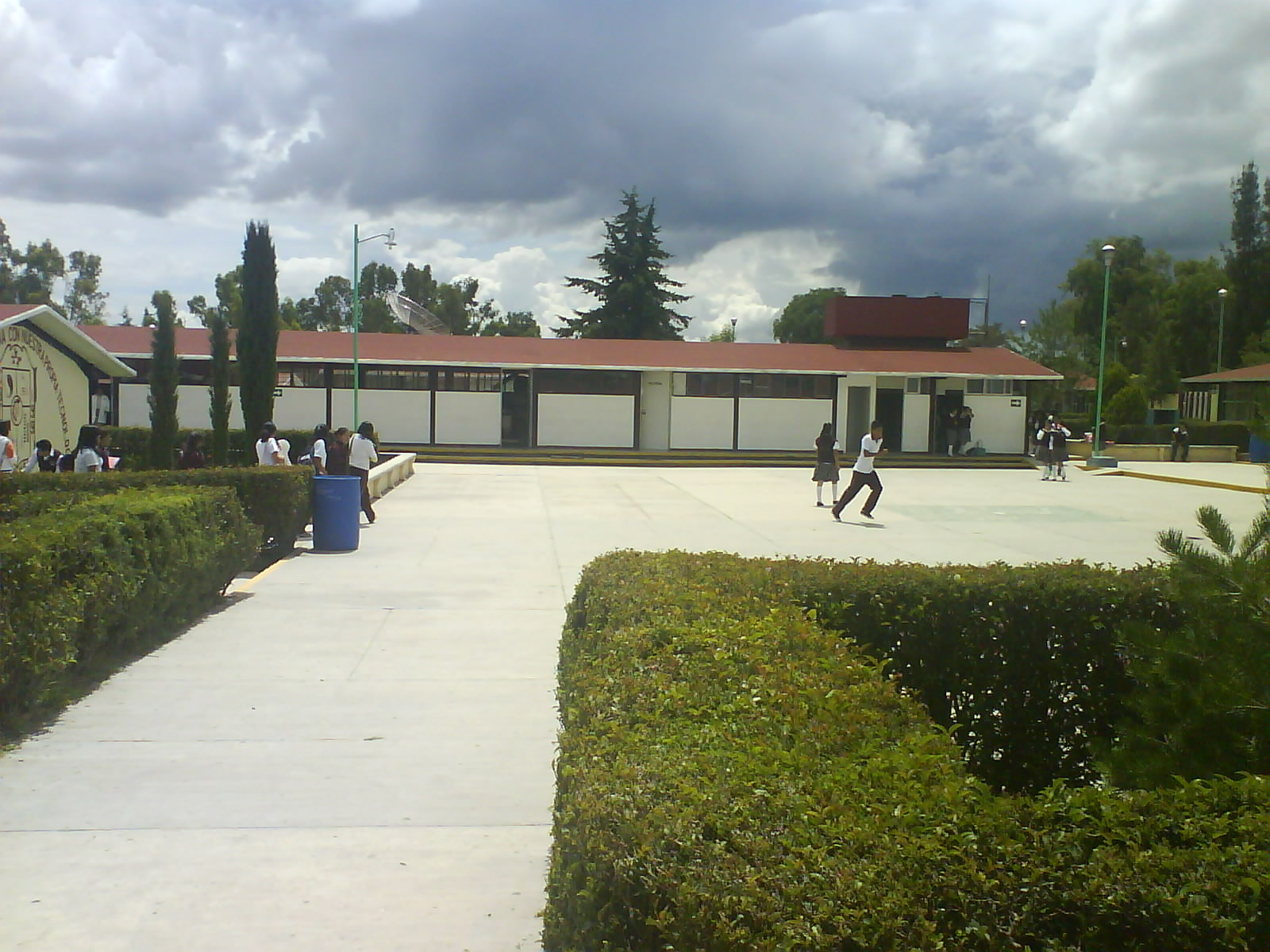
CBTis 199 en Mixquiahuala de Juárez.

En nivel medio superior dependientes del gobierno federal se encuentran el Centro de Bachillerato Tecnológico Industrial y de Servicios (CBTIS), el Centro de Estudios Tecnológicos, Industriales y de Servicios (CETIS), el Centro de Estudios Tecnológicos en Aguas Continentales (CETAC), el Centro de Estudios de Bachillerato (CEB), y el Centro de Bachillerato Tecnológico Agropecuario (CBTA); dependientes del gobierno estatal se encuentran el Colegio Nacional de Educación Profesional Técnica del Estado de Hidalgo (CONALEPH), el Bachillerato del Estado de Hidalgo (Telebachillerato Comunitario), el Colegio de Estudios Científicos y Tecnológicos del Estado de Hidalgo (CECyTEH) y el Colegio de Bachilleres del Estado de Hidalgo (COBAEH).
El CBTIS cuenta con doce planteles, distribuidos en doce municipios. El CETIS cuenta con tres planteles, distribuidos en tres municipios. El CETAC cuenta con un plantel en Tezontepec de Aldama. El CEB cuenta con dos planteles ubicados en Huhuetla y Pachuca. El CBTA cuenta con seis planteles en seis municipios diferentes. El CONALEPH cuenta con seis planteles, distribuidos en seis municipios. El Bachillerato de Estado de Hidalgo (Telebachillerato Comunitario) cuenta con ciento treinta y cinco planteles.
El CECyTEH se crea en 1991 durante la administración de gobernador Adolfo Lugo Verduzco; el 19 de mayo de 1992 la LIV Legislatura del Congreso de Hidalgo, sanciona la creación del CECyTE Hidalgo mediante el decreto n.º 229, con el cual se crea oficialmente; y es publicado en el diario oficial el día 6 de julio de 1992. El CECyTEH cuenta con 41 planteles ubicados en treinta y ocho municipios. El COBAEH se crea el 28 de septiembre de 1984, por Decreto número 16 expedido por la LII Legislatura del Congreso de Hidalgo, e inicia sus operaciones formalmente el 28 de spubeptiembre de 1987. El COBAEH está integrado por 53 planteles escolarizados y 79 del Centro de Educación Media Superior a Distancia (CEMSaD); ubicados en sesenta y ocho municipios.
También se encuentra el Centro de Estudios Científicos y Tecnológicos Núm. 16 Hidalgo (CECyT) del Instituto Politécnico Nacional (IPN), que inició actividades el 20 de agosto de 2012. La Universidad Autónoma del Estado de Hidalgo (UAEH), cuenta con siete preparatorias dependientes, ocho bachilleratos de las Escuelas Superiores, y dieciocho bachillerato incorporados. La Escuela Preparatoria Número 1 (UAEH), es la institución de nivel medio superior, más antigua que ha brindado sus servicios de forma ininterrumpida en Hidalgo; inaugurada el 3 de marzo de 1869, e inició actividades el 8 de marzo de 1869.

#### Educación superior

Edificio central de la Universidad Autónoma del Estado de Hidalgo (UAEH).

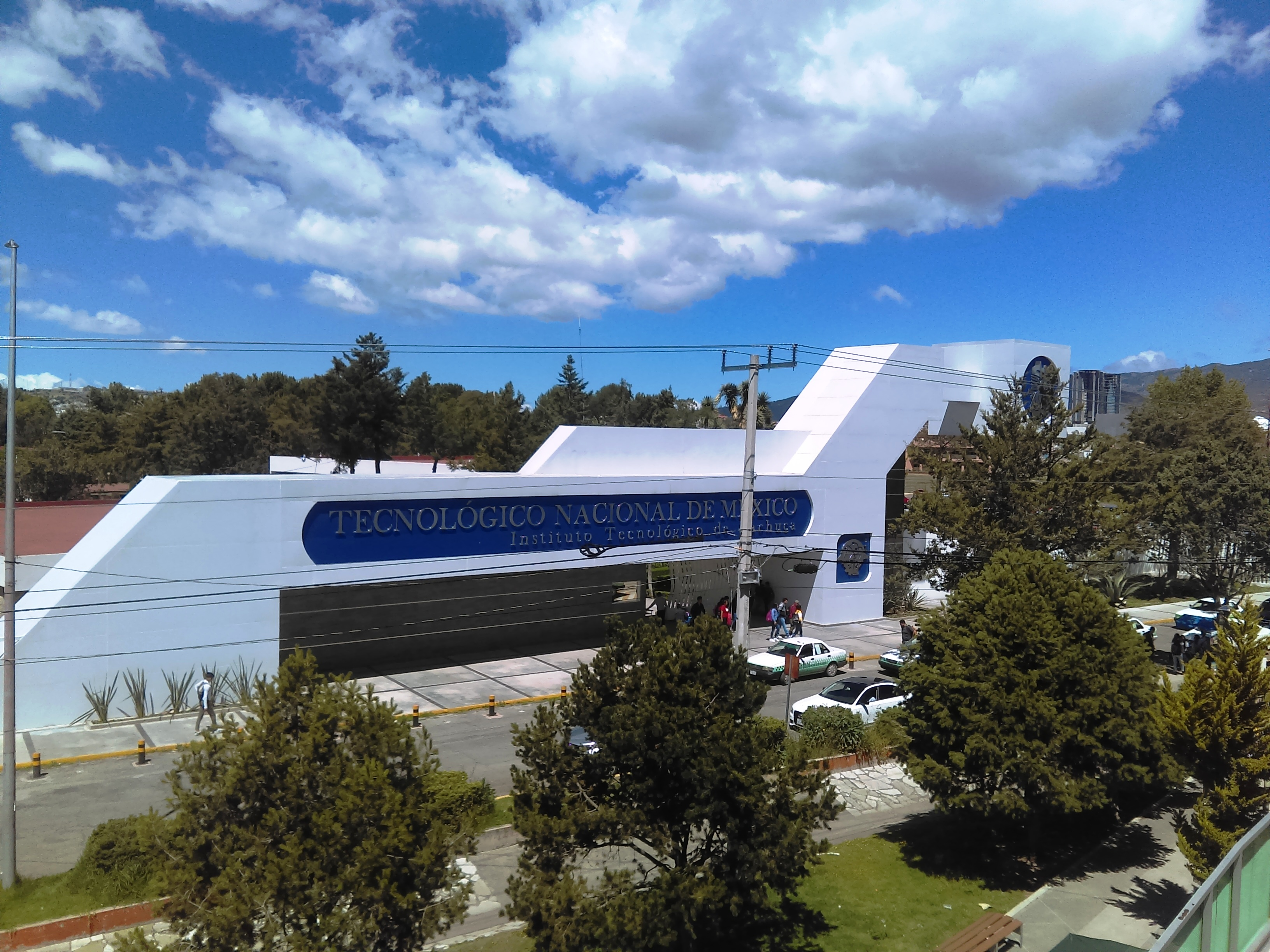
Instituto Tecnológico de Pachuca.

La Universidad Autónoma del Estado de Hidalgo (UAEH), es la institución pública de educación superior más importante y antigua del estado de Hidalgo. Se fundó el 3 de marzo de 1869, con el nombre de Instituto Literario y Escuela de Artes y Oficios; para el 24 de febrero de 1961, se promulga el decreto que se crea la UAEH; y el 3 de marzo de 1961, se realiza la ceremonia de instauración y se erige la UAEH. La UAEH cuenta con un aproximado promedio de 50 000 alumnos por ciclo académico. Los seis institutos en que se divide la UAEH y donde se ubican son el ICBI, en Mineral de la reforma; el ICSHu, en Pachuca de Soto; el ICSA y el ICEA en San Agustín Tlaxiaca; el ICAp en Tulancingo de Bravo; y el IDA en Mineral del Monte. Además cuenta con las Escuelas Superiores de Actopan, Apan, Atotonilco de Tula, Ciudad Sahagún, Huejutla de Reyes, Tepeji del Río, Tizayuca, Tlahuelilpan, y Zimapán.
El Instituto Tecnológico de Pachuca (ITP) es una institución pública de educación a nivel superior ubicada en Pachuca de Soto, se fundó el 18 de marzo de 1938 ,como el Instituto Politécnico de Hidalgo, hasta el 4 de septiembre de 1970, cuando se autoriza la construcción del Instituto Tecnológico Regional No.20 y el 21 de septiembre de 1971 inicia sus actividades, convirtiéndose en el actual ITP. El Instituto Tecnológico de Pachuca cuenta con una matrícula promedio de 4500 alumnos por ciclo académico. El ITP cuenta con una Unidad Académica en el municipio de Jacala de Ledezma.
El 11 de agosto de 2014 se inauguró de forma oficial la Ciudad del Conocimiento y la Cultura de Hidalgo, complejo destinado a la educación, desarrollo, tecnología e investigación; en cuyo proyecto se establece una superficie de 178 ha en los límites municipales de Pachuca y San Agustín Tlaxiaca. Dentro de este complejo se encuentra la Unidad Profesional Interdisciplinaria de Ingeniería Campus Hidalgo (UPIIH) del Instituto Politécnico Nacional. La Universidad Pedagógica Nacional cuenta con una sede general en Pachuca de Soto y cedes regionales ubicadas en Huejutla de Reyes, Tulancingo de Bravo, Ixmiquilpan, Tula de Allende, Tenango de Doria y Jacala de Ledezma.
Otras instituciones de carácter público son las Universidades Politécnicas de Tulancingo, Pachuca, Francisco I. Madero, Huejutla, Metropolitana de Hidalgo, y de la Energía de Tula. Las Universidades Tecnológicas de Tula-Tepeji, Tulancingo, Huasteca Hidalguense, Valle del Mezquital, Sierra Hidalguense, Minera de Zimapán, Mineral de la Reforma, y Metropolitana del Valle de México. Además de los Institutos Tecnológicos de Atitalaquia, Huejutla, Huichapan, Occidente y Oriente. También se cuenta con la Universidad para el Bienestar Benito Juárez García, en ocho planteles: Chilcuautla, Huasca de Ocampo, San Felipe Orizatlán, Yahualica, Tlanchinol, Jacala y Ajacuba, y la Escuela Normal Rural Luis Villarreal en el municipio de Francisco I. Madero.
Se cuenta cinco escuelas normales, la Sierra Hidalguense, Valle del Mezquital, las Huastecas, Superior Pública del Estado de Hidalgo y el Centro Regional de Educación Normal Benito Juárez. Entre los centros de carácter privado que imparten estudios a nivel superior sobresalen: el Centro Hidalguense de Estudios Superiores (CENHIES) institución privada de educación de niveles básico a superior; la Universidad del Fútbol y Ciencias del Deporte la cual cuenta con un modelo de enseñanza en torno al deporte. También sobresalen la Universidad La Salle, Campus Pachuca (ULSA) y el Instituto Tecnológico de Estudios Superiores de Monterrey, Campus Hidalgo (ITESM).

### Migración
La importancia de la migración interna para Hidalgo se advierte ha implicado ganancias de población, al comparar la dinámica del crecimiento natural de la población (nacimientos y defunciones) con el crecimiento social o migratorio en la entidad. El saldo neto migratorio interno, 2015-2020 en Hidalgo es de 3.1. Las principales causas de migración son reunirse con la familia (40.1 %), cambio u oferta de trabajo (10 %), matrimonio o uniones amorosas (9.3 %), búsqueda de trabajo (7.3 %), inseguridad delictiva o violencia (7.0 %), estudios (5.6 %), deportación o regresaron (0.4 %), y desastres naturales (0.4 %).

#### Emigración
En el estado de Hidalgo, la población que cambió de residencia a otra entidad federativa fueron alrededor de 8 personas por cada 1000 habitantes. Los lugares de destino de los hidalguenses que emigraron dentro de México, fueron principalmente Ciudad de México, estado de México, Querétaro, Veracruz, y Nuevo León.
En el estado 4 personas por cada mil habitantes se van a radicar a otro país, cuyo principal destino es Estados Unidos principalmente los estados de Arizona, California, Carolina del Norte, Carolina del Sur, Florida, Georgia, Illinois, Nevada, Nueva York, Texas, Indiana y Arkansas.
En Hidalgo un 2.09 % de menores de edad emigran, principalmente a Estados Unidos. Las edades más comunes de quienes emprenden el viaje a los Estados Unidos oscilan entre los 14 y 17 años de edad.

#### Inmigración
La población que llega a residir al estado de Hidalgo, de otras entidades federativas del país es de aproximadamente 12 personas por cada mil habitantes. Se estima que 16.6 % de los residentes en el estado, nacieron en una entidad distinta. Para 2020 se registran 13 281 inmigrantes internacionales; provenientes de Estados Unidos con 11 520 personas, Venezuela con 338 personas, Colombia con 268 personas, Honduras con 122 personas, España con 107 personas, Canadá con 97 y Cuba con 87.

## Características socioeconómicas

### Índice de desarrollo humano

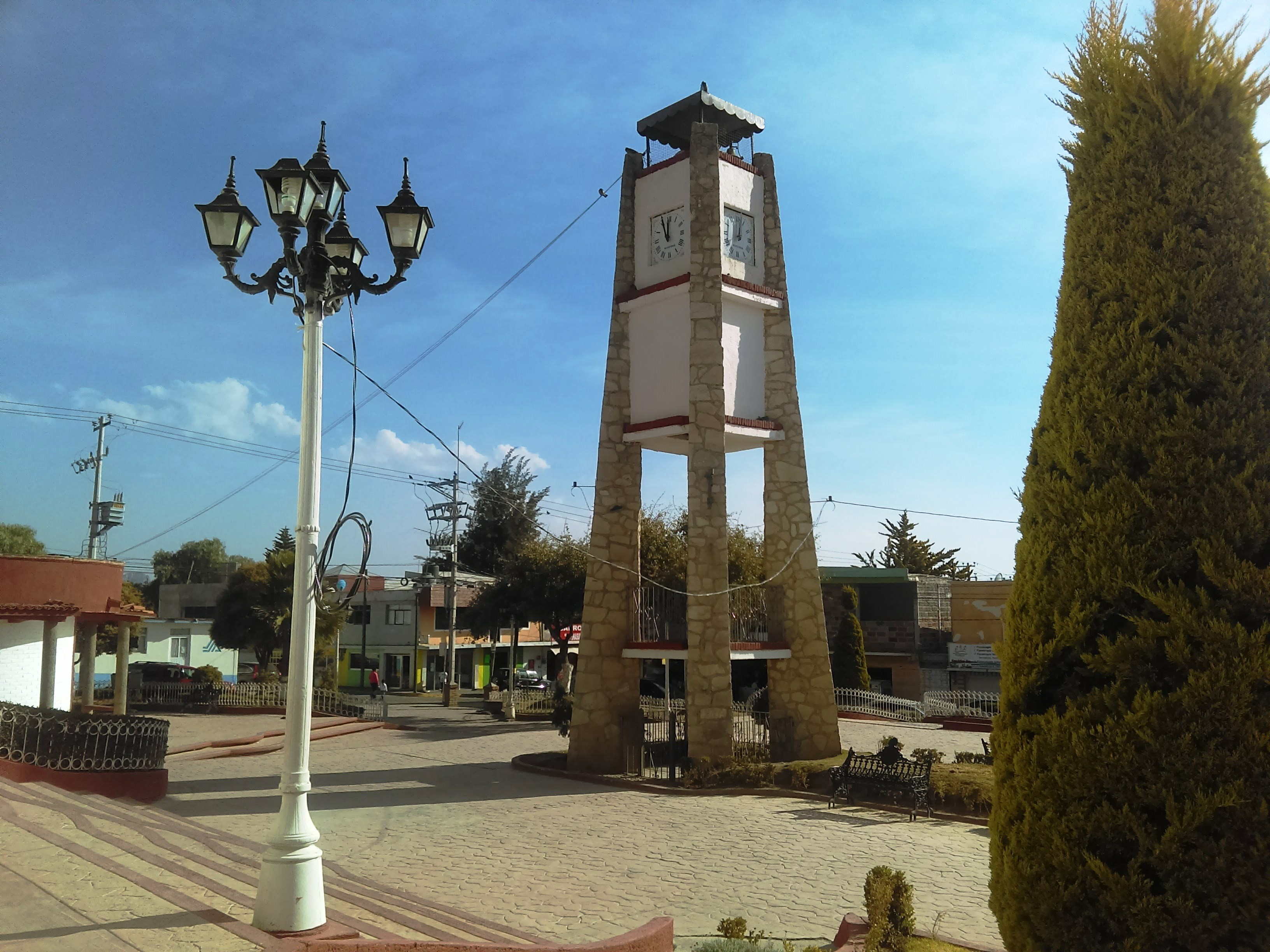
Mineral de la Reforma municipio con mayor desarrollo humano en Hidalgo.

La información más reciente ubica a Hidalgo con un Índice de desarrollo humano estatal de 0.723 Alto (2015); comparable con el Fiyi. El producto interno bruto de Hidalgo en 2014 representó el 1.7% con respecto al total nacional y en comparación con el año anterior tuvo un incremento del 0.12%.<
En 2010, Mineral de la Reforma es el municipio con mayor desarrollo humano en Hidalgo, con un IDH de 0.822; en contraste, el municipio con menor desempeño en la entidad es Tepehuacán de Guerrero, cuyo IDH es de 0.537. La brecha en desarrollo entre ambos municipios es de 34.6%.
Si se compara el desempeño de los municipios con mayor y menor desarrollo, es posible reconocer que en Hidalgo coexisten condiciones de desarrollo similares a las de Barbados y República Democrática Popular Lao.

### Pobreza y marginación social

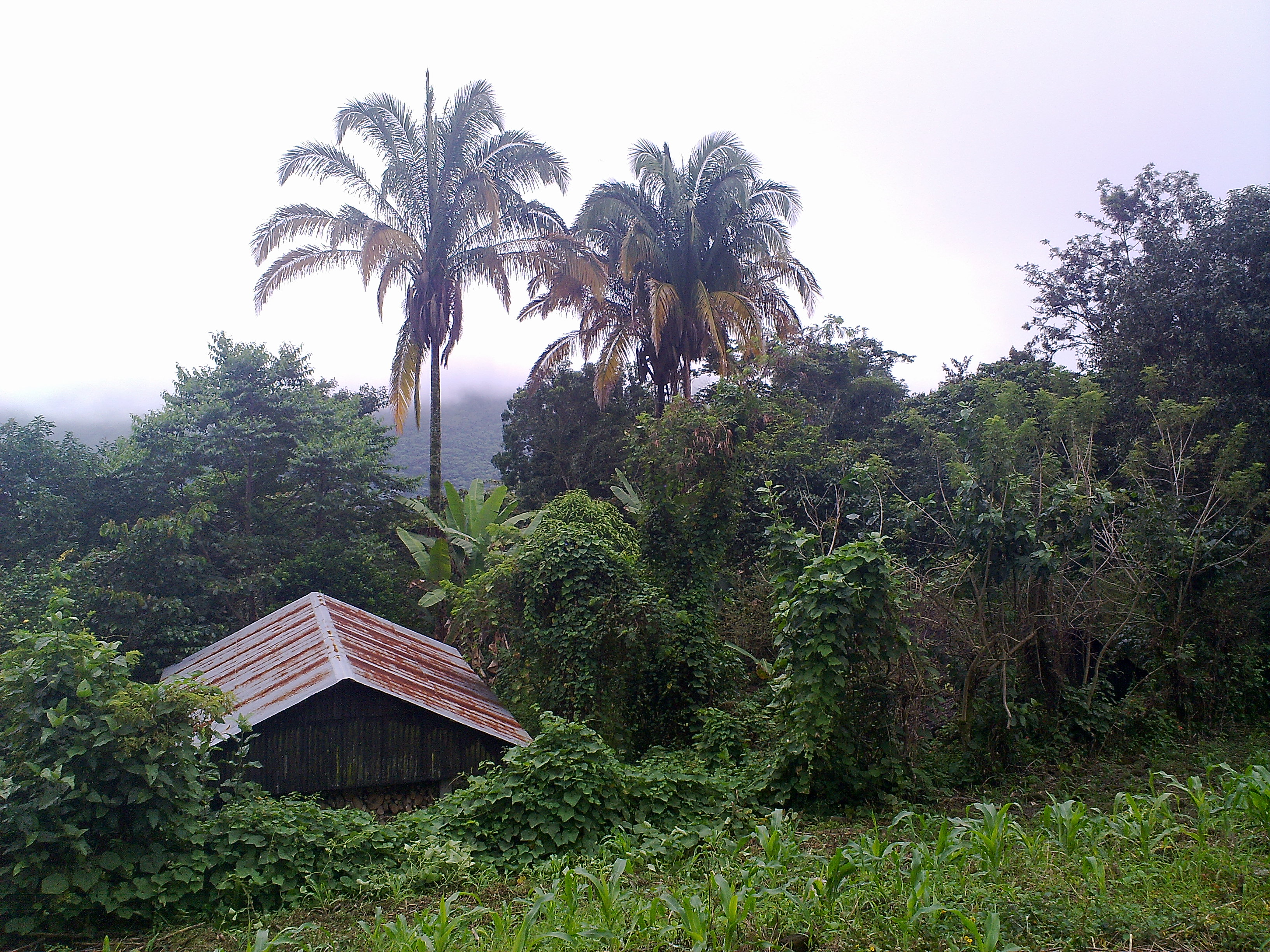
Huehuetla uno de los municipios con mayor marginación social.

De acuerdo con el Consejo Nacional de Evaluación de la Política de Desarrollo Social en 2018, el 43.8 % del total de la población se encontraba en pobreza. Del de los cuales el 37.8 % presentaban pobreza moderada y el 6.1 % estaban en pobreza extrema. El porcentaje de pobreza en Hidalgo es 1.9 puntos porcentuales.
De acuerdo con las mediciones en 2008 el 55.0% de la población se encontraba en pobreza para 2010 disminuyó a 54.8%, para 2012 disminuyó a 52.8% y para 2014 el porcentaje volvió a aumentar a 54.3%.
 Para 2016 el 50.6 %, y para 2018, el 43.8% de la población de la entidad vivía en situación de pobreza.
Los municipios que presentan un mayor porcentaje de su población en pobreza fueron: Yahualica, Xochiatipan, Tepehuacán de Guerrero, Huehuetla y Calnali. Los municipios que menor porcentaje de su población en pobreza extrema fueron: Mineral de la Reforma, Pachuca de Soto, Tizayuca, Atotonilco de Tula y Tepeji del Río de Ocampo.  Por otra parte, los que concentraron mayor número de personas en pobreza fueron: Pachuca de Soto, Huejutla de Reyes, Tulancingo de Bravo, Ixmiquilpan, Tula de Allende.
Los municipios con mayor porcentaje de población en pobreza extrema fueron: Xochiatipan, Yahualica, Huehuetla, Tepehuacán de Guerrero y San Felipe Orizatlán. Los municipios que menor porcentaje de su población en pobreza extrema fueron: Mineral de la Reforma, Pachuca de Soto, Tizayuca, Atotonilco de Tula y Tepeapulco. Los que concentraron mayor número de personas en pobreza extrema son: Huejutla de Reyes, Tulancingo de Bravo, Ixmiquilpan, San Felipe Orizatlán y Tepehuacán de Guerrero.
La marginación proporciona los elementos que permiten considerar las limitantes de desarrollo estatal y/o municipal, el Consejo Nacional de Población define el índice de marginación como una medida-resumen, que posibilita diferenciar los municipios de la entidad según el impacto global de las carencias que padece la población.  Los cinco municipios con mayor un grado de marginación alta en el estado son: Huehuetla, Yahualica y Xochiatipan. Los cinco municipios con menor un grado de marginación en el estado son: Pachuca de Soto, Mineral de la Reforma, Tepeapulco, Tizayuca y Atitalaquia.

## Etnicidad

### Pueblos indígenas

Mujer otomí en El Arenal.

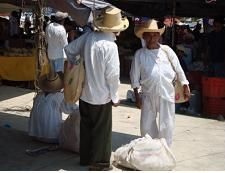
Nahuas en Atlapexco.

En el estado de Hidalgo existe una población indígena de 606 045 personas. Los grupos más significativos son el pueblo nahua el otomí y también el grupo tepehua.
La población indígena se localiza en tres regiones bien definidas: la del Valle del Mezquital, habitada por otomíes; la segunda es la Huasteca habitada principalmente por los nahuas; y la tercera región es la situada en la franja oriental que colinda con Puebla y Veracruz, que se conoce como la Sierra Otomí Tepehua o Sierra de Tenango, la población es mayoritariamente otomí y una minoría tepehua.
El pueblo Nahua se concentran principalmente en dieciséis municipios de estos, catorce forman un conglomerado al nororiente del estado en las regiones Huasteca y en la Sierra Alta ubicándose en los municipios de Atlapexco, Calnali, Chapulhuacán, Huautla, Huazalingo, Huejutla de Reyes, Jaltocan, Lolotla, San Felipe Orizatlán, Tepehuacán de Guerrero, Tianguistengo, Tlanchinol, Xochiatipan y Yahualica. En la Sierra de Tenango se encuentra otra comunidad en el municipio de Acaxochitlán.
El pueblo otomí se puede agrupar en dos subregiones: en la Sierra de Tenango y el Valle del Mezquital, siendo Ixmiquilpan es el municipio con la mayor cantidad de hablantes de esta lengua. En la Sierra de Tenango en los municipios de Acaxochitlán, Huehuetla, San Bartolo Tutotepec, Tenango de Doria y Tulancingo de Bravo.
En el Valle del Mezquital se encuentran los municipios de Huichapan, Tecozautla, Actopan, Ajacuba, Alfajayucan, Almoloya, Atotonilco el Grande, Cardonal, [Municipio de [Chapulhuacán|Chapulhuacán]], Chilcuautla, Cuautepec de Hinojosa, Eloxochitlán, Francisco I. Madero, Huasca de Ocampo, Ixmiquilpan, Jacala de Ledezma, Metepec, Metztitlán, Mixquiahuala de Juárez, Nicolás Flores, Pacula, Progreso de Obregón, San Agustín Tlaxiaca, San Bartolo Tutotepec, San Salvador, Santiago de Anaya, Tasquillo, Tepeapulco, Tepehuacán de Guerrero, Tepeji del Río de Ocampo, Tepetitlán, Tezontepec de Aldama, Tlahuiltepa, Tula de Allende, Zempoala y Zimapan.
El pueblo Tepehua se concentran principalmente en el Huehuetla, principalmente en las localidades de Huehuetla y Barrio Aztlán. Los municipios donde más del 90% de la población se autoadscribe indígena son: Jaltocán, Xochiatipan, Yahualica, Cardonal, Huazalingo, Nicolás Flores y Huautla. En contraste los municipios don de menos del 10% de la población se autoadscribe indígena son: Tlanalapa, Almoloya, Cuautepec de Hinojosa, Pisaflores y Singuilucan.

### Lenguas indígenas
En el estado de Hidalgo 362 629 personas hablan una lengua indígena,  Aunque las personas que hablan alguna lengua indígena se han incrementado en términos absolutos, el porcentaje que los hablantes representan respecto del total de los habitantes de 5 y más años del estado, presenta una tendencia irregular pero de disminución.
En 1930 Hidalgo contaba con 190 134 hablantes de lengua indígena. Los avances médicos y las políticas de salubridad implementadas a nivel nacional entre las décadas de los 40 y 50 se reflejaron en esta población años después, por lo que en 1960 el volumen de hablantes asciende; a partir de 1980 aumentan en forma sistemática. De 1895 a 1910 la población hablante representaba alrededor de 30 por ciento; en 1930 y 1940 constituyeron un tercio; para 1950 eran una cuarta parte, mientras que en el año 2000 son menos de un quinto de la población. Para 2015 representan 14.5% y para 2020 representan el 12.3%.
La mayor parte de la población hablante de lengua indígena también habla español, sin embargo todavía es considerable el número de personas que solo habla lengua indígena. En el año 2000, el porcentaje de personas de 5 años y más hablantes de lengua indígena que no hablan español fue de 17.1%, este porcentaje tiende a disminuir; bajó a 12.2 en 2010 a 9.1% en 2015. Para 202 es el 7.9%.
Principales lenguas

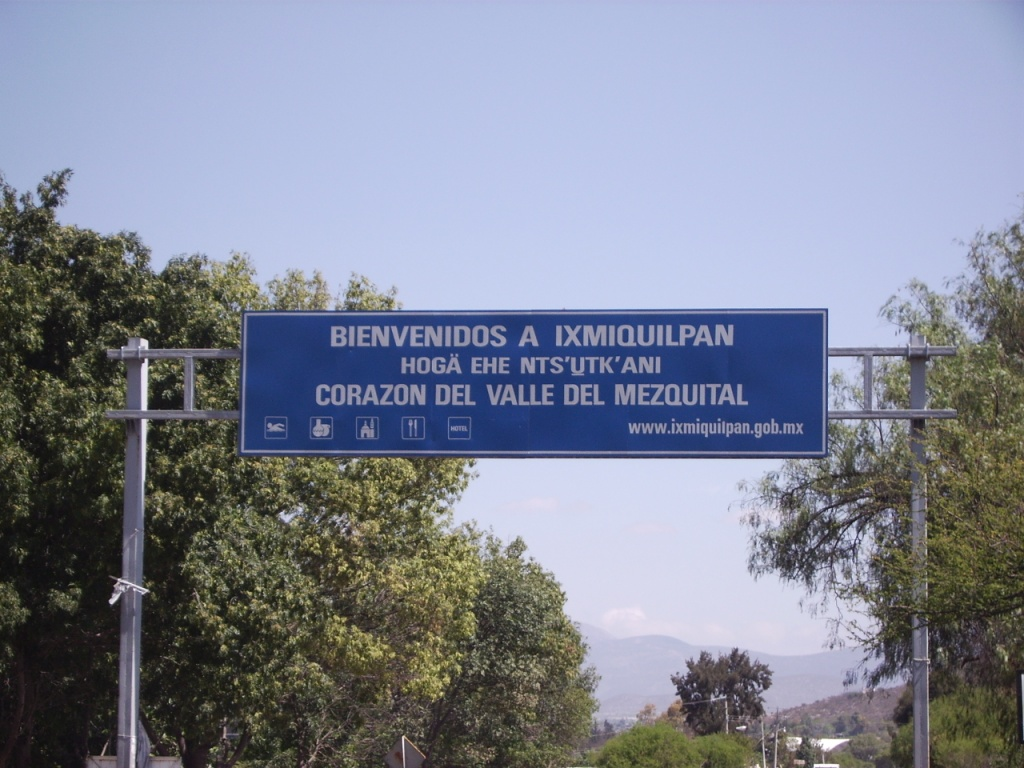
Anuncio de bienvenida a Ixmiquilpan, con una leyenda en otomí que dice Hogä ehe Nts'utk'ani ("Bienvenidos a Ixmiquilpan").

Los hablantes de náhuatl se concentran principalmente en la Sierra Alta, y la Huasteca; los municipios de Huejutla de Reyes y San Felipe Orizatlán, destacan por su número de hablantes. La lengua náhuatl, que tiene dos agrupaciones lingüísticas en la región; la primera se asocia con el epónimo maseualli y denomina a su lengua maseual tla'tol; esta variante es conocida como náhuatl del noreste central y se habla en el municipio de Acaxochitlán. La segunda variante, conocida como náhuatl de la Huasteca hidalguense, se habla en la Sierra Alta  y la Huasteca hidalguense.
La lengua otomí tiene mayor diversidad y se puede agrupar en tres subregiones: en la sierra hidalgense y dos en el valle del Mezquital, siendo Ixmiquilpan es el municipio con la mayor cantidad de hablantes de esta lengua. En la zona oriental se habla el otomí de la Sierra, que se conoce con el nombre de hñähñu, ñuju, ñoju o yühu; esta variante se habla en los municipios de Acaxochitlán, Huehuetla, San Bartolo Tutotepec, Tenango de Doria y Tulancingo de Bravo. El otomí del oeste del valle del Mezquital también conocido como ñöhñö o ñähñá, se habla en los municipios de Huichapan y Tecozautla.
El otomí del valle del Mezquital es denominado por sus propios hablantes hñähñú, ñänhú, ñandú, ñóhnño o ñanhmu; esta variante se habla en su mayoría del Valle del Mezquital. Los hidalguenses que hablan tepehua se concentran principalmente en el municipio de Huehuetla, que se localiza en la zona otomí-tepehua, en el extremo oriente de Hidalgo; y sus hablantes se autodenominan lhiimaqalhqama’ y lhiima’alh’ama’, mientras que su lengua es conocida por los estudiosos como tepehua del sur.
Otras lenguas
En el estado de Hidalgo se hablan hasta 48 lenguas indígenas, después del náhuatl, otomí y tepehua. Los idiomas que siguen con una presencia menor, la concentración de población que las habla es de algunos cientos, mixteco, zapoteco, totonaco, mazahua, maya, huasteco, chinanteco, tlapaneco, tseltal, y purépecha.

 En una presencian mucho menor, con concentración de población que las habla menor a 100 personas en algunos casos incluso menor a 10 personas son el ch'ol, tsotsil, popoloca, amuzgo, triqui, mam, cuicateco, zoque, huave, huichol, tarahumara, cora, mayo, yaqui, matlatzinca, tojolabal, chontal de Oaxaca, chontal de Tabasco, chocho, chatino y tlahuica. Muchas de estas se presupone que se trata de poblaciones inmigrantes en el estado de Hidalgo.<
El mixteco se puede encontrar en los municipios de Pachuca de Soto, Tizayuca e Ixmiquilpan. El zapoteco se puede encontrar en los municipios de Pachuca de Soto, Tizayuca y Tula de Allende. También desaparecieron un número considerable de variantes de algunas de las agrupaciones lingüísticas habladas, por ejemplo la variante del pame del estado de Hidalgo.
De las lenguas huéspedes, se concentran en diversas colonias de Pachuca de Soto, por ejemplo, en la Raza y el Arbolito se tiene presencia de mixteco; en la Concepción y Nopalcalco de zapoteco; en Cubitos y Felipe Ángeles de totonaco; en el Centro y Buganvilias de mazahua; en el Renacimiento y Luz del Carmen de huasteco; en la colonia Europa y Mariano Otero se tiene presencia de maya.

### Afromexicanos
En el estado de Hidalgo 48 693 personas se autoreconoce como afromexicana o afrodescendiente, el 1.58 % de la población total del estado de Hidalgo. De los cuales 23 585 son hombres y 25 108 son mujeres. El municipio con más población afromexicana o afrodescendiente es Pachuca de Soto con 6204 personas; le siguen los municipios de Mineral de la Reforma con 4251 personas, Tizayuca con 3618 personas, Tulancingo de Bravo con 2835 personas, y Huejutla de Reyes con 2240 personas.

## Urbanismo

### Vivienda

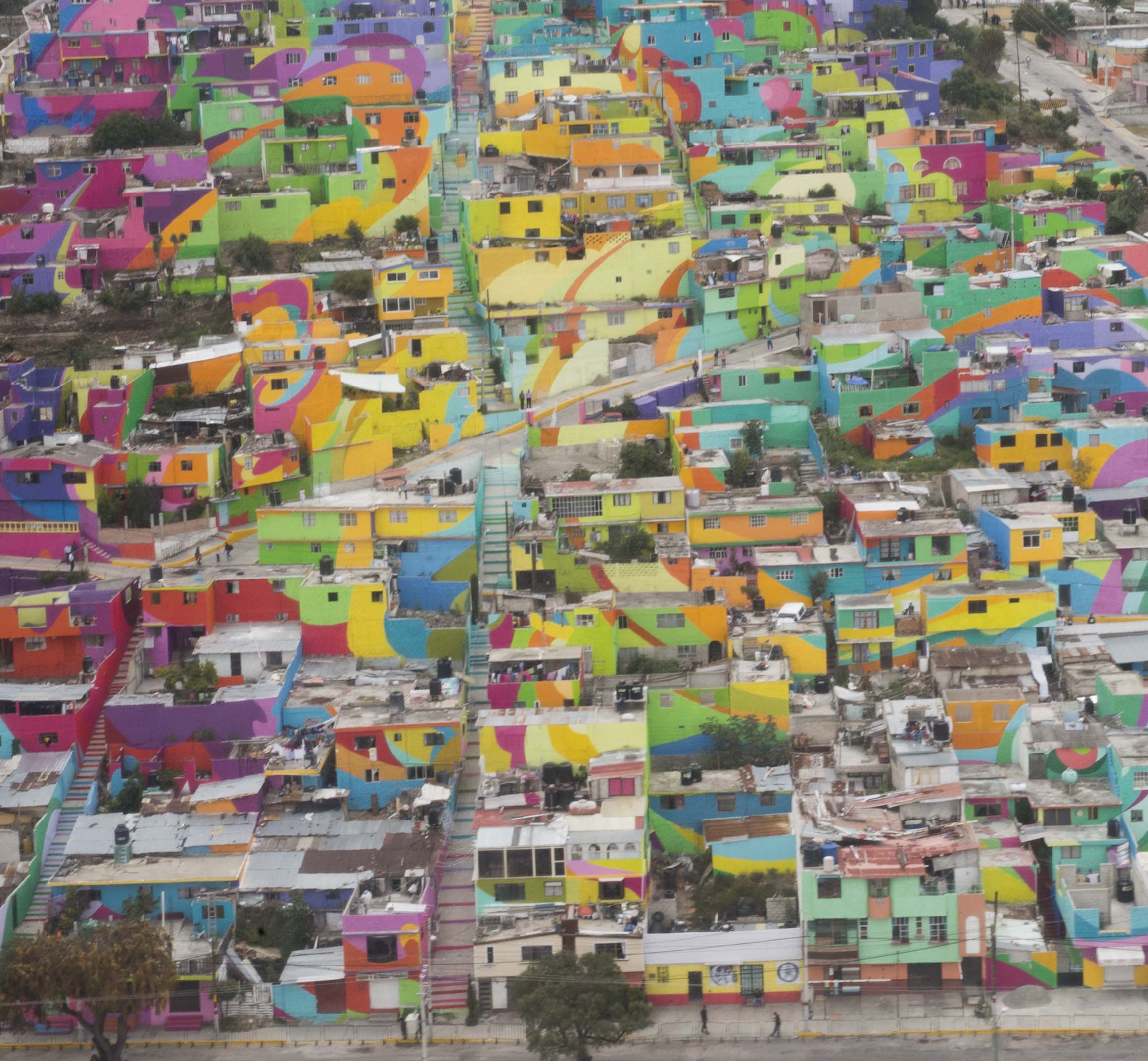
Colonia Palmitas en Pachuca de Soto, donde se observa el Macromural Pachuca se Pinta donde 209 casas habitación fueron pintadas en un área de 20 000 m², con 190 colores.

Para 2020 hay 1 197 729 viviendas particulares, de las cuales 857 174 están habitadas, 229 124 deshabitadas, y 111 431 son de uso temporal. El número de ocupantes por cada vivienda particular habitada es de 3.6 en promedio. Los municipios con el mayor número de viviendas particulares habitadas son: Pachuca de Soto (93 242), Mineral de la Reforma (63 885), Tizayuca (47 529) y Tulancingo de Bravo (45 953).
En Hidalgo para 2020, el 64.3 % de las viviendas tiene piso de cemento o firme, el 32.7 % piso de madera, mosaico u otro recubrimiento y el 2.9 % piso de tierra. En cuanto a la disponibilidad de servicios y equipamiento, el 99.0 % tiene servicio de energía eléctrica, el 97.3 % servicio de cuarto de baño o sanitario, el 94.9 % disponen de drenaje, el 66.9 % disponen de agua entubada, el 29.1 % solo agua entubada en el patio o terreno, el 76.3 % cuentan con tinaco, y el 22.6 % tiene cisterna o aljibe.
En cuanto a viviendas por bienes y tecnologías disponen el 82.8 % tiene refrigerador, el 60.1 % cuenta con lavadora, y el 34.7 % tiene horno de microondas. En lo relativo a medios de información y comunicación el 30.5 % cuenta con computadora, el 24.6 % cuenta con línea telefónica fija, el 85.1 % con celular, el 38.8 % con Internet, el 44.2 % con servicio de televisión de paga, el 11.2 % cuenta con servicio de películas, música o videos de paga por Internet, y el 7.5 % cuenta con consola de videojuegos. Finamente en cuanto a medios de transporte el 44.3 % de las viviendas cuenta con automóvil o camioneta, 22.5 % con bicicleta, y 10.1 % con motocicleta o motoneta.

Viviendas en el estado de Hidalgo.
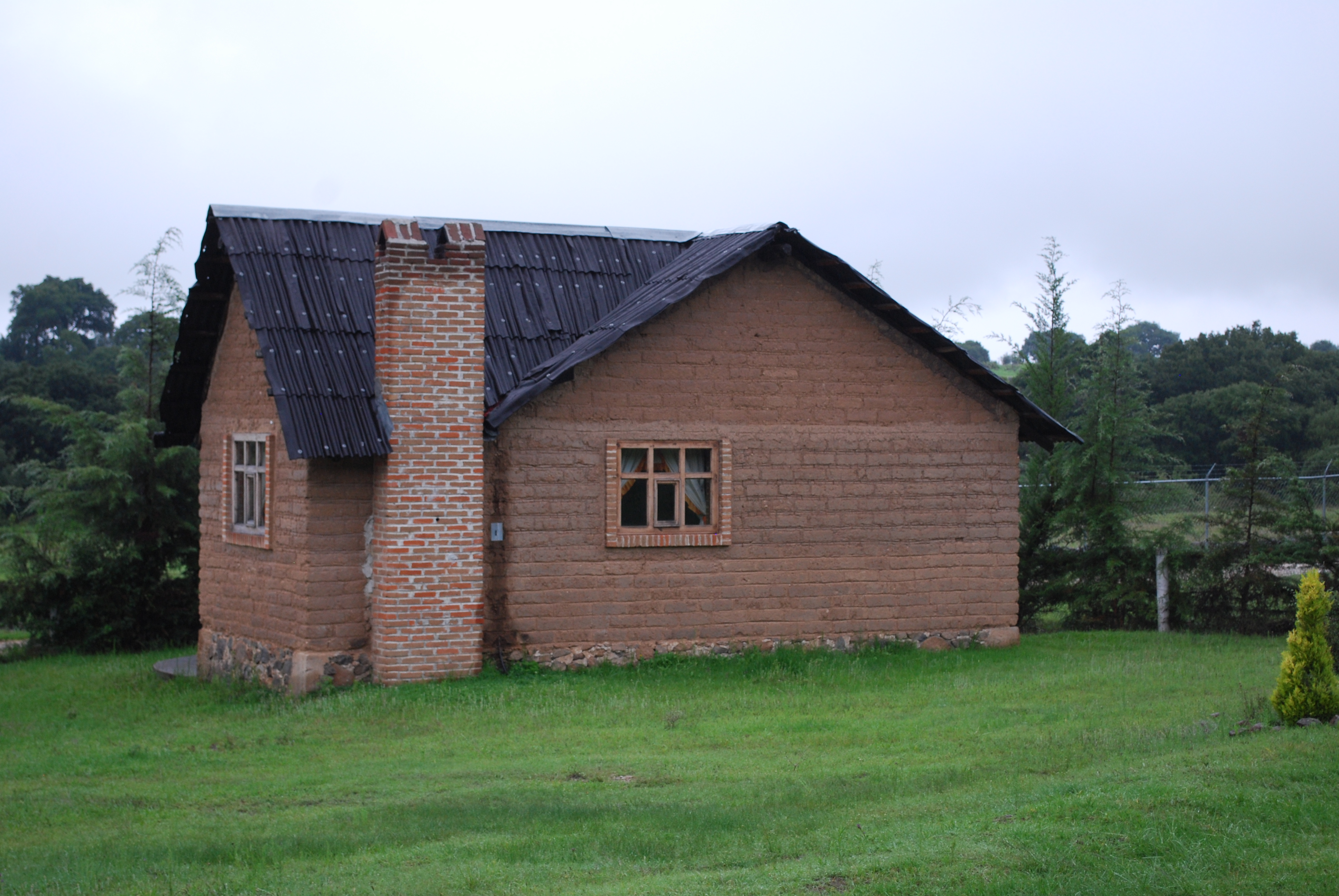
Casa de adobe en San Miguel Regla, municipio de Huasca.
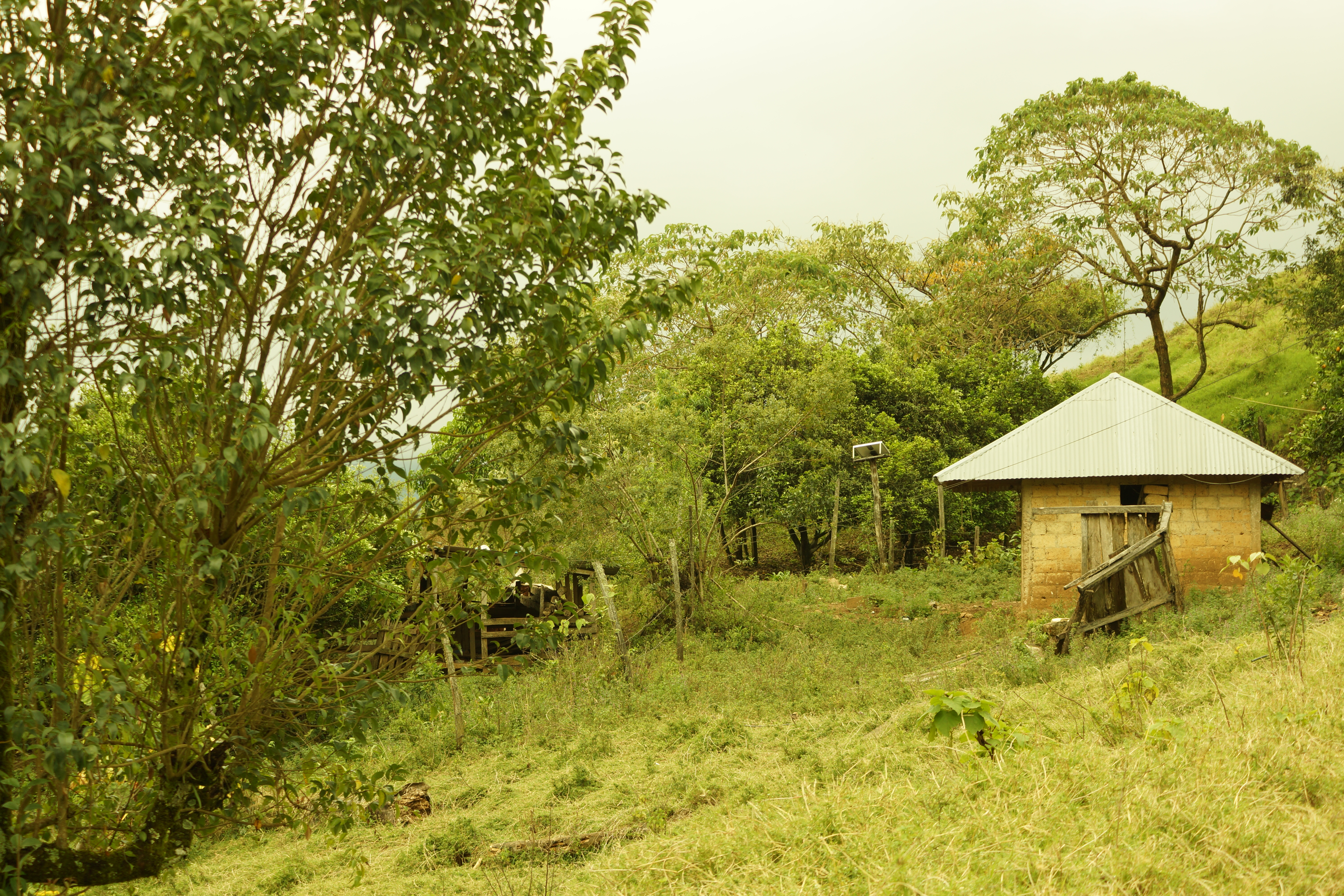
Choza en Xitlama, municipio de Tlanchinol.
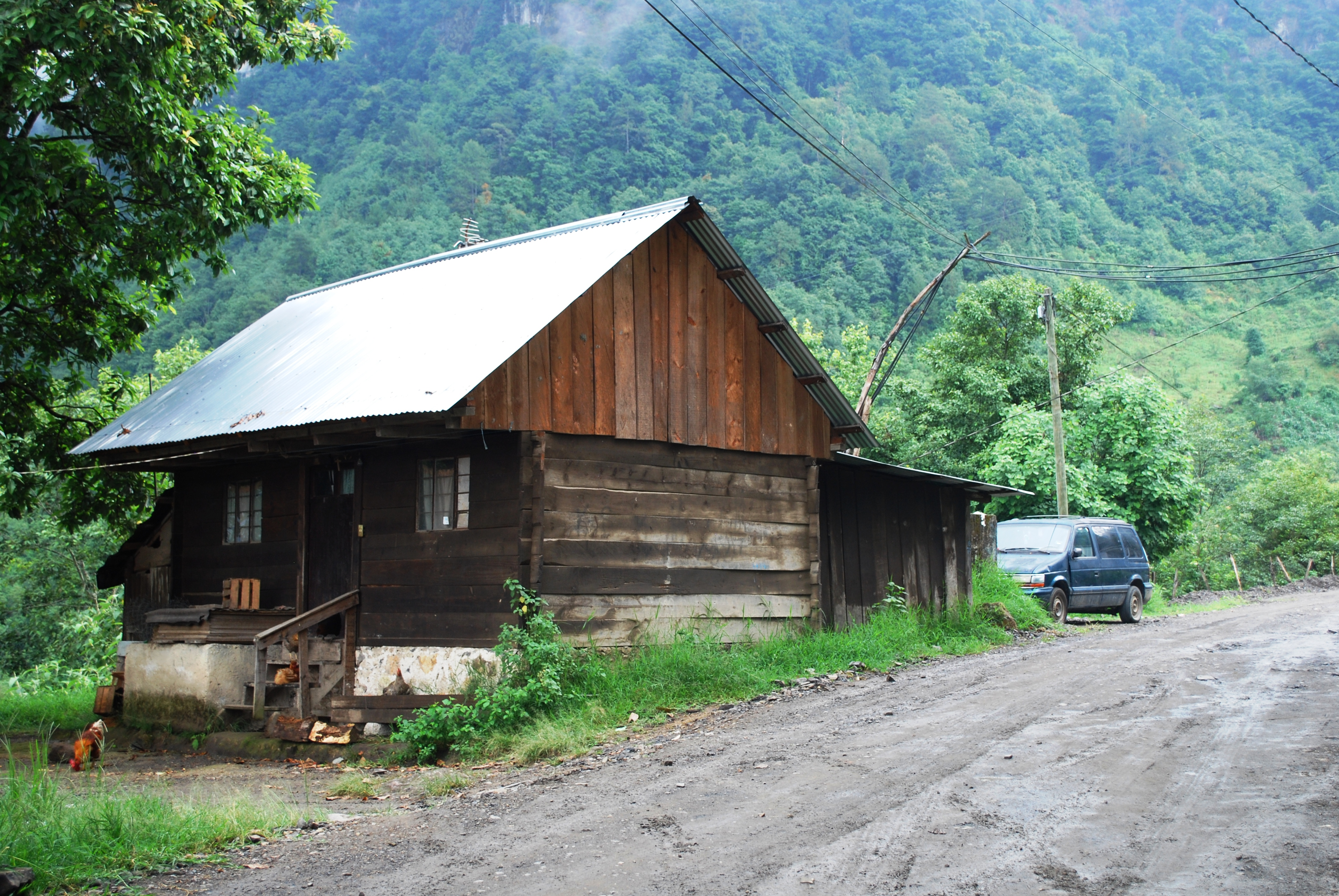
Cabaña en Santa Mónica, municipio de Tenango.
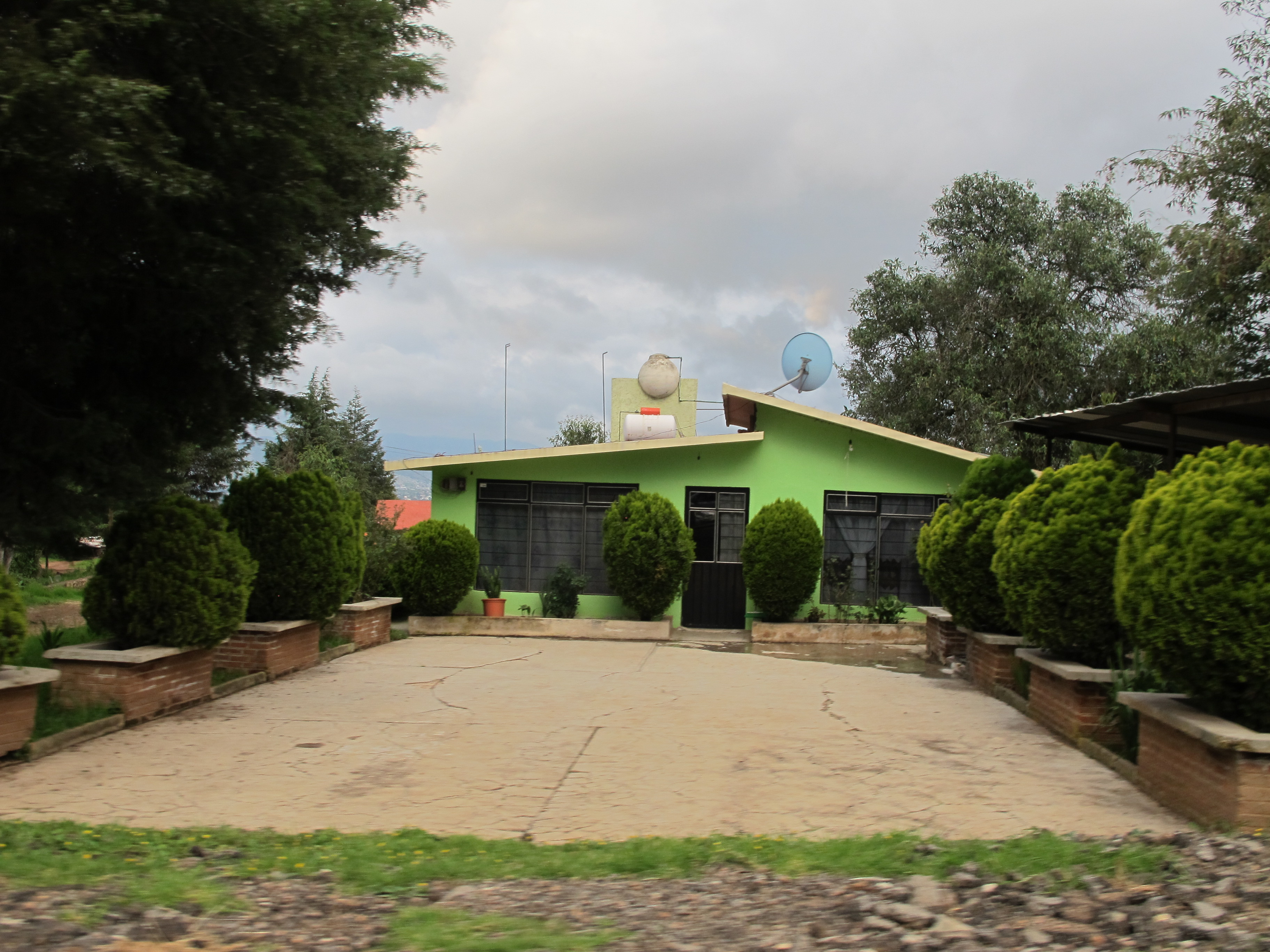
Casa en Los Romeros, Santiago Tulantepec de Lugo Guerrero.
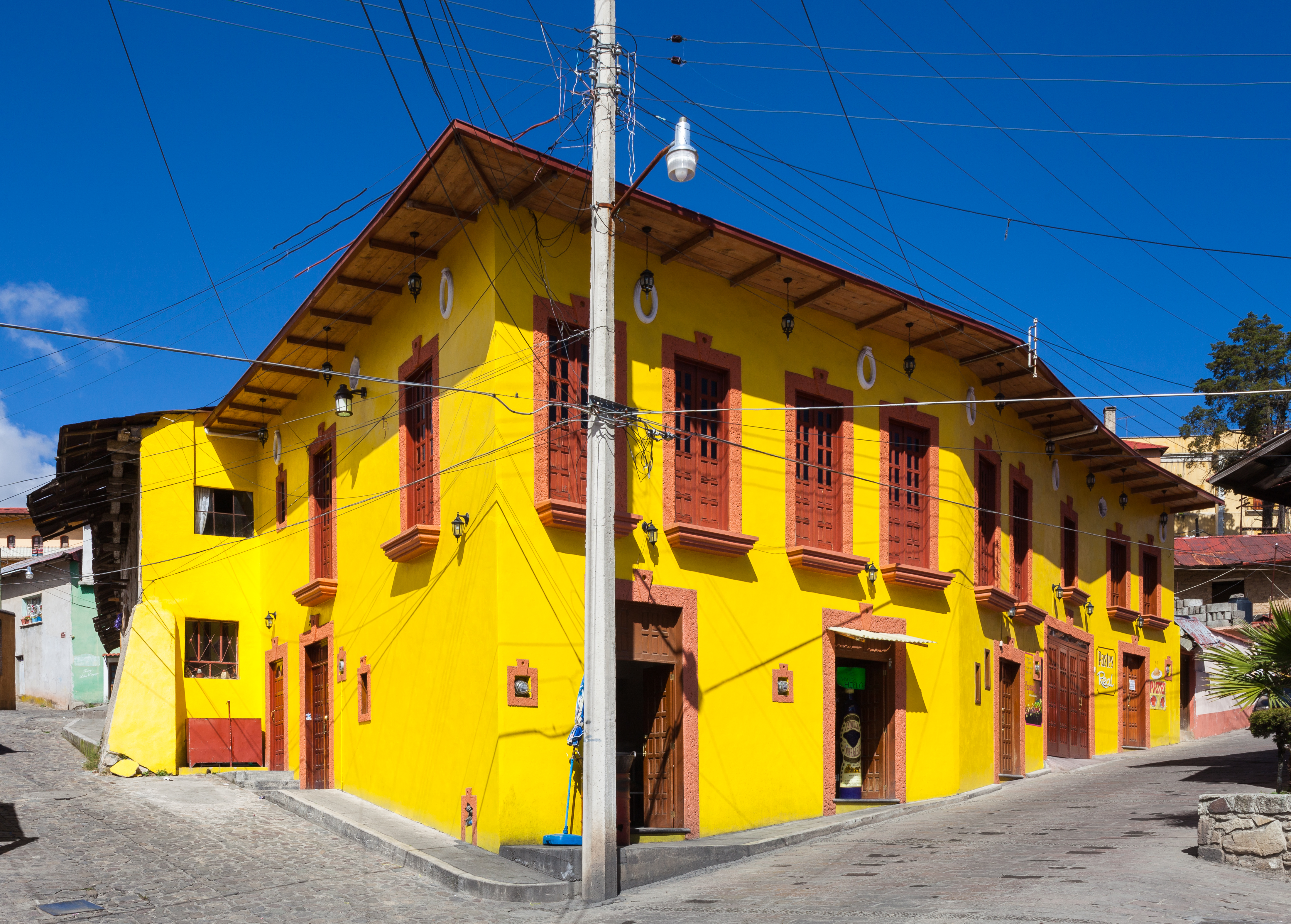
Casa en el municipio de Mineral del Monte.
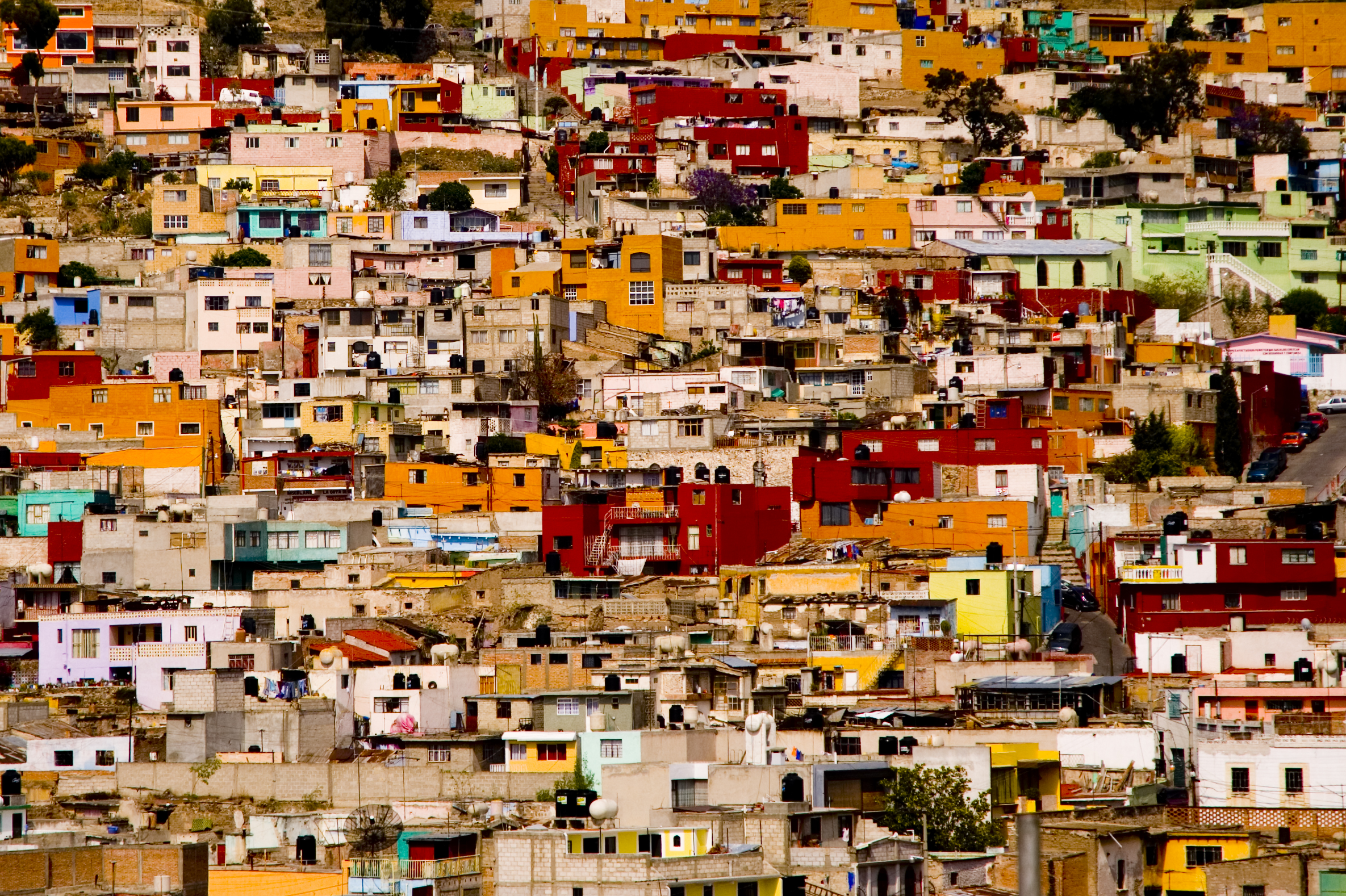
Barrios altos en Pachuca de Soto.
Casas en Mixquiahuala de Juárez
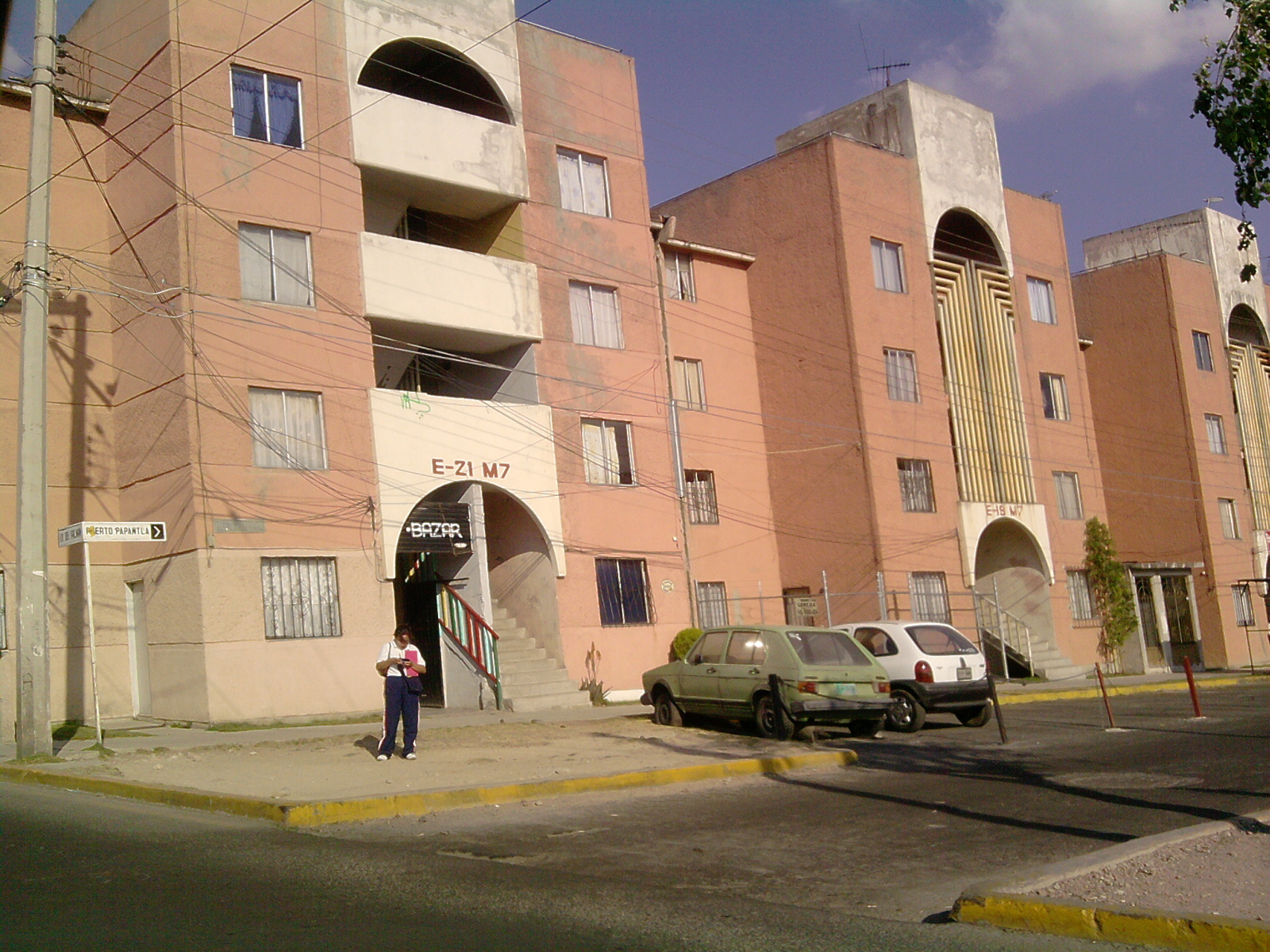
Unidad habitacional el Palmar en Pachuca de Soto.
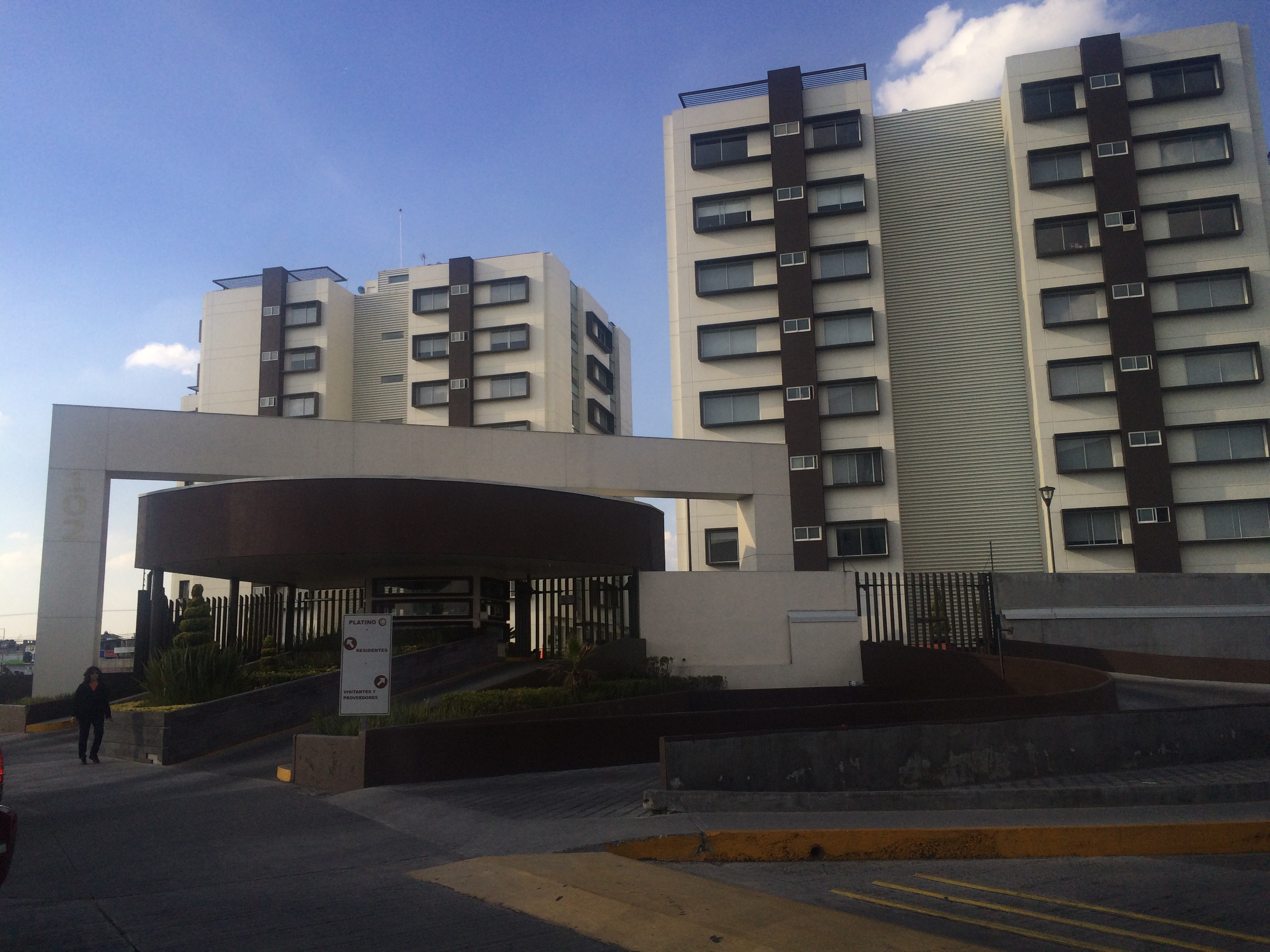
Departamentos en Pachuca de Soto.

### Zonas metropolitanas

Corona regional del centro de México.

Para el estado de Hidalgo se concentran tres zonas metropolitanas, con base en los criterios establecidos por el Grupo Técnico para delimitar las zonas metropolitanas del país, siendo la ZM de Pachuca, ZM Tulancingo y la ZM de Tula. El municipio de Tizayuca se considera dentro de los municipios metropolitanos de la Zona Metropolitana del Valle de México.
La zona metropolitana de Pachuca está integrada por los municipios de Pachuca de Soto, Mineral del Monte, Mineral de la Reforma, San Agustín Tlaxiaca, Epazoyucan, Zapotlán de Juárez y Zempoala. Siendo Pachuca de Soto y Mineral de la Reforma los municipios centrales.
La zona metropolitana de Tulancingo está integrada por los municipios de Tulancingo de Bravo, Cuautepec de Hinojosa y Santiago Tulantepec de Lugo Guerrero, siendo estos tres municipios centrales. La zona metropolitana de Tula está integrada por los municipios de Tula de Allende, Atitalaquia, Atotonilco de Tula, Tlahuelilpan y Tlaxcoapan, siendo Tula de Allende el municipio central.
Las tres zonas metropolitas de Hidalgo forman parte de la Corona regional del centro de México, la cual está integrada por la zona Metropolitana del Valle de México, y las cinco ciudades capitales de los estados circunvecinos: Cuernavaca, Puebla, Tlaxcala, Pachuca y Toluca; además de 134 municipios que incluyen pequeñas y medianas ciudades, así como espacios rurales intersticiales.

## Religión

### Principales religiones
De acuerdo a los resultados que presentó el Censo Población y Vivienda 2020 del INEGI, la principal religión es la Iglesia católica con el 80.3 % de la población; los protestante, cristiano y evangélicos representan el 9.8 % de la población; el 4.9 % de la población se declara sin adscripción
religiosa pero creyente; el 4.6 %  se declara sin religión, ateos o agnósticos; y el 0.2 % corresponde a Judaico, Islámico, Raíces étnicas, Raíces afro, Espiritualista y otras. Los curanderos y chamanes todavía predominan dentro de la concepción de los habitantes, sobre todo, en las comunidades más alejadas, enclavadas en medio de la sierra. Las creencias populares refieren a que curan males de ojo, del aire, tosferina, rabia, dolores causados por el trabajo, del espanto, infecciones cutáneas, etc.

#### Iglesia católica
La Iglesia católica, es la más practicada, el trabajo de evangelización en México empezó en 1524 cuando arribaron doce franciscanos, en 1526 el mismo número de dominicos y en 1533 siete agustinos. Los sacerdotes seculares laboraron en una angosta faja de territorio que va desde Tizayuca, Tetepango, Pachuca, Real del Monte, Mineral del Chico y Yahualica. Los dominicos no se establecieron en el estado de Hidalgo durante el siglo XVI.
Los franciscanos llegaron a la región y construyeron los conventos de Tepeapulco en 1528 y después Tulancingo y dos años después en Tula (1530). Las fundaciones franciscanas incluyeron Zempoala (1940); Tepeji del Río (1558); Apan (1559); Alfajayucan (1559); Atotonilco de Tula (1560); Tlahuelilpan (1560); Tepetitlán (1561); Huichapan (1577); Tecozautla (1587) y en Tlanalapa.
Los agustinos se asentaron por su parte en Atotonilco el Grande y Metztitlán en 1536. De ahí se extendieron y llegaron a Xochicoatlán (1538); Epazoyucan (1540); Singuilucan (1540); Mixquiahuala (1539); Huejutla (1545); Molango (1546); Actopan (1550); Ixmiquilpan (1550); Villa de Tezontepec (1554); Acatlán (1557); Tutotepec (1560); Chapulhuacán (1560); Ajacuba (1569); Tlanchinol (1569); Zacualtipán (1572); y la Lolotla (1563).
En 1743 se ordenó que los conventos religiosos pasaran al Clero Secular, a partir de ese año, poco a poco fueron pasando las parroquias a la administración del Clero Secular. El 22 de mayo de 1864, se erigió la Diócesis de Tulancingo y para el 25 de noviembre de 2006 se crea la Arquidiócesis de Tulancingo. Esta arquidiócesis tiene como diócesis sufragáneas Tula y Huejutla.<
En el año 2004 por anuencia del Papa Juan Pablo II, la Basílica Menor de Nuestra Señora de Guadalupe fue consagrada como Basílica Menor en honor a Nuestra Señora de Guadalupe.

#### Iglesias protestantes

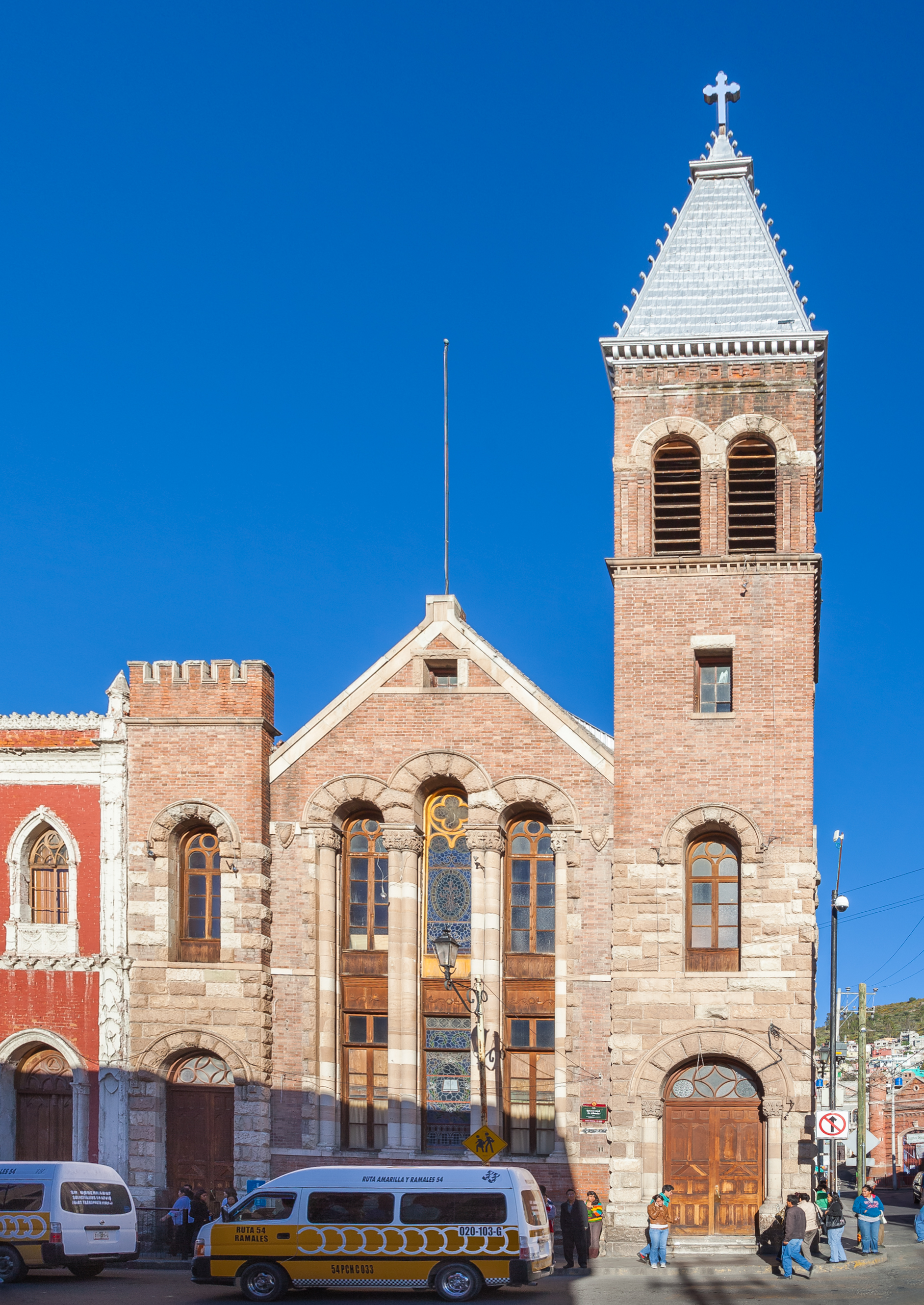
Iglesia Metodista del Divino Salvador, su construcción data de 1840 a 1900. El 18 de agosto de 1901, se inauguró de manera oficial.

A partir de la segunda década del siglo XIX, por la presencia de numerosos directivos y técnicos mineros de origen córnico e inglés, llegaron a Pachuca diversas ramas de Protestantismo, entre ellas el Luteranismo, Calvinismo, Anglicanismo y Metodista. Estos mineros establecieron en 1840 y la primera congregación protestante de habla inglesa en la región. Se estima que en 1850 llegó a Pachuca el primer pastor protestante, el reverendo Henry Davis, quien ofició los cultos en inglés en la Finca San Lunes.
Existen dos versiones en cuanto a la fundación del protestantismo como tal en Pachuca: una le asigna el año de 1873, por John W. Butler; y la otra el de 1875, a partir de un pequeño grupo independiente organizado por Marcelino Guerrero. En 1875, Marcelino Guerrero celebró actos del culto público metodista, y entre ellos tuvo lugar el primer bautizo en Pachuca.

#### Mormones
La Iglesia de Jesucristo de los Santos de los Últimos Días llega al estado de Hidalgo en 1880 a Nopala de Villagrán, cuando Desideria Quintanar de Yáñez, se convirtió en la persona número 22 (primera mujer) en México convertirse al mormonismo, fue bautizada con su hijo José María y su hija Carmen, así mismo, la esposa de José María. El 5 de julio de 1881 en la localidad de San Marcos en el municipio de Tula de Allende fue bautizado Jesús Sánchez con otras personas. Jesús Sánchez introdujo a la familia Monroy al mormonismo, esta familia crearía una rama de esta religión en esta localidad alrededor de 1913. Durante la Revolución mexicana el 17 de julio de 1915, Rafael Monroy presidente de la pequeña rama de San Marcos, y Vicente Morales su primer consejero, fueron apresados por un grupo de revolucionaros y ejecutados. La Iglesia de Jesucristo de los Santos de los Últimos Días tiene una presencia de nueve estacas en el estado de Hidalgo.

#### Judaísmo
La Comunidad de judía de Venta Prieta se fundó en el siglo XVI, por los criptojudíos, Manuel de Lucena y Beatriz Enríquez. Ellos daban apoyo y protección todos los condenados por la Inquisición española. En 1596, cuando uno de los vecinos después de percatarse del auxilio a un condenado al uso de Sambenito, decidió denunciarlos ante el Tribunal del Santo Oficio. Lucena sería condenado a morir a garrote y después ser quemado su cuerpo; el otro ajusticiado, Luis de Carvajal, fue sentenciado a morir quemado, las sentencias se ejecutaron el 8 de diciembre de 1596, en la Ciudad de México.
En 1920 el pueblo judío descendiente de los criptojudíos del virreinato se organizan en la "Congregación Kahal Kadosh Bnei Elohim" en la ciudad. Actualmente la Comunidad Mexicana Israelita el Neguev "Venta Prieta" mantiene una sinagoga del judaísmo en la ciudad. El 21 de julio de 2011 se inauguró una plata kósher en Zapotlán de Juárez.
En la comunidad del Olivo, municipio de Ixmiquilpan en 2003 se inició un proyecto; en donde se plantan, cuidan y procesa el árbol de olivo para la creación y venta de aceite. Todo este proyecto bajo el auspicios de asociaciones judías.

#### Culto a la Santa muerte

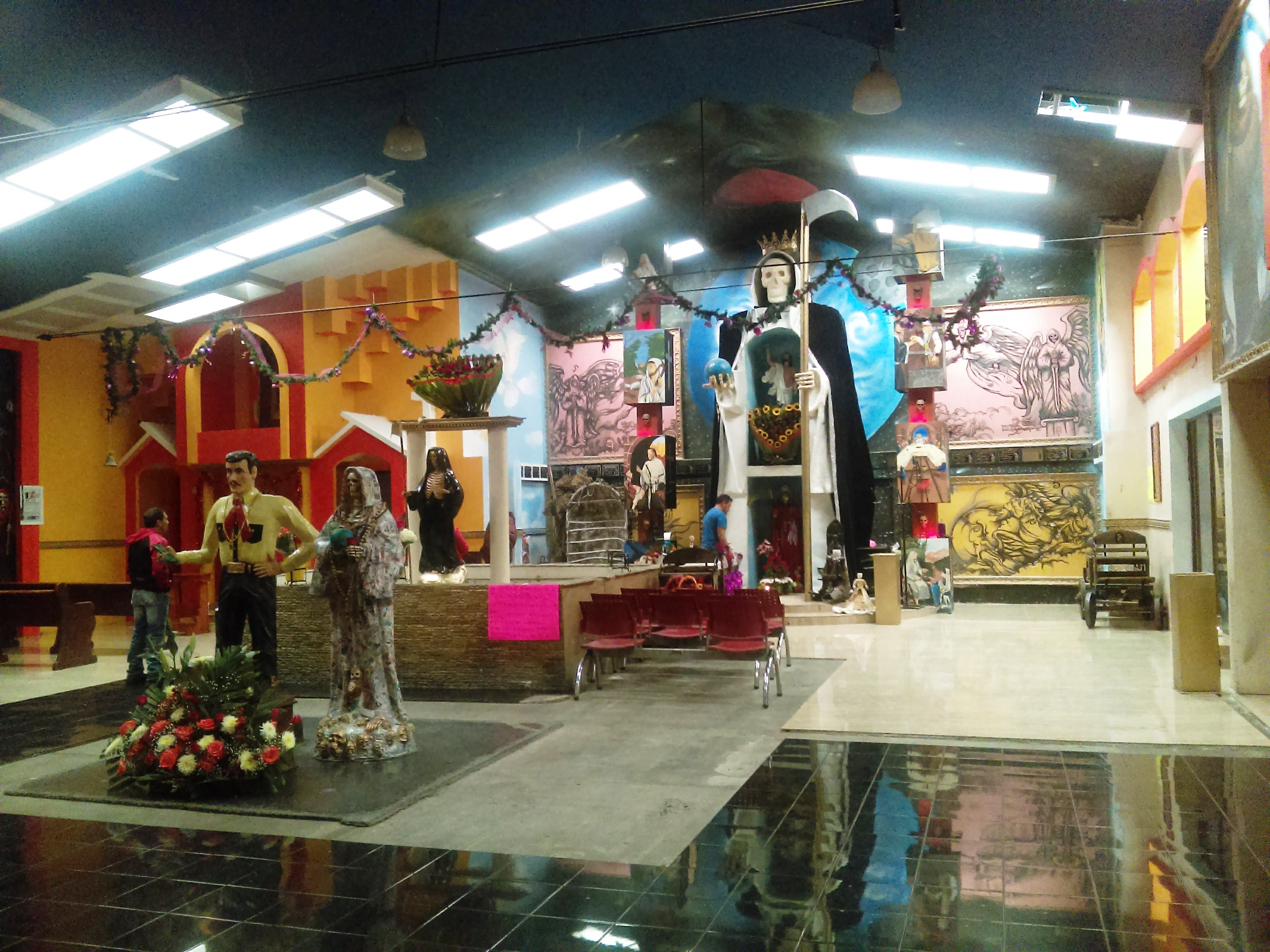
Mercado Sonorita también conocido como la Catedral de la Santa Muerte en Pachuca de Soto.

La Santa Muerte se venera en el estado de Hidalgo desde 1965, en el estado este culto se desarrolla principalmente en las localidades de Pachuca y Tepatepec.
En Pachuca de Soto se encuentra el santuario denominado Mercado Sonorita "Catedral de la Santa Muerte"; en promedio asisten 400 y 500 personas al día al santuario, aunque durante misas y festejos acuden hasta mil personas. Se encuentra localizado en la colonia Nueva Hidalgo, a metros del panteón municipal, a la entrada a este recinto, marcado con el número 333. En el altar principal, una figura de la niña blanca, de cinco metros, aproximadamente, que en el centro, en lo que sería su pecho, tiene dentro otra escultura de Jesucristo. El santoral de esta catedral, lo integran 12 deidades que son objeto de veneración, como el Cristo negro, Jesús Malverde y Eleggua.
En Tepatepec el Santuario es un cuarto de seis por seis metros, y se encuentra repleto de rosas, claveles, crisantemos y veladoras, toda ella vestida de blanco, con capa roja de terciopelo, corona con piedras preciosas y bastón en mano, su figura en bulto de aproximadamente un metro de altura, que con solo mirarla impone, causa respeto y despierta la fe en ella.
Los santuarios de la Santa Muerte ha generado algunos problemas, principalmente la inconformidad y molestia de algunos habitantes de la zona. En Pachuca el 31 de julio de 2007 donde los comerciantes, se manifestaron a las afueras de las instalaciones de la antigua compañía Luz y Fuerza del Centro, exigiendo de esta empresa respeto a su libertad de culto, porque se les había retirado un transformador que proporcionaba energía al templo; o la inconformidad y molestia de algunos habitantes de la zona.

### Conflictos religiosos
En el estado se han generado en los casos más extremos, conflictos entre religiones. Los problemas incluyen: la imposición de multas y castigos, la negación o suspensión de servicios públicos (agua potable, drenaje, educación, programas de gobierno), la confiscación de bienes y la amenaza de expulsión de la comunidad; todas ellas como sanciones por negarse a cumplir con los usos y costumbres comunitarios vinculados a aspectos religiosos.< Los principales municipios donde se da este tipo de aspectos son: Huejutla de Reyes, Huazalingo, San Felipe Orizatlán, Huautla, Tlanchinol e Ixmiquilpan.
En 2012 la comunidad de San Francisco en Huazalingo, prohibió por escrito la entrada de los creyentes de Pilchiatipa del mismo municipio para evangelizar, alegando que en dicho pueblo ya existen dos religiones y no es posible una tercera. También en ese año en Pahuatlán en el municipio de Huejutla tras la negativa de pagar cuotas patronales las autoridades comunitarias encarcelaron a los líderes de la Iglesia Bautista. En 2013 se registraron más de seis casos de intolerancia religiosa en Hidalgo en las regiones Valle del Mezquital, Huasteca y Otomí-Tepehua. En 2015 en el municipio de Tlanchinol, en donde la población católica retuvo y desalojó de sus tierras a dos personas que profesan el protestantismo.
Uno de los casos más conocidos es el de San Nicolás en el municipio de Ixmiquilpan, donde los evangélicos se opusieron a hacer "faenas" a favor de la iglesia de San Nicolás y a participar en los festejos del santo patrono; por lo que se les suspendieron los servicios básicos y recibieron amenazas de expulsión definitiva.< En 2001 el conflicto provocó la expulsión de nueve familias evangélicas, así como amenazas de desalojo a otras, y derivó en diversos enfrentamientos y negociaciones entre ambos grupos con el gobierno estatal. Desde el 2005 los evangélicos tratan de construir un templo, el cual ha sido rechazado por católicos de la misma comunidad.<
En el año 2012 en la localidad de Actopan una capilla improvisada en honor de Jesús Malverde se incendió desconociéndose si fue un accidente o un posible atentado. En febrero de 2017 en la Zona Plateada en Pachuca de Soto se intentó abrir una capilla en honor a Jesús Malverde, aunque fue cerrada por las autoridades debido a que se trataba de un bar disfrazado de capilla. En la colonia El Tezontle se encuentra la iglesia de San Juan de los Lagos conocida por ser supuestamente financiada por el narcotráfico, debido a que una placa colocada en un pilar del inmueble, que anunciaba a Heriberto Lazcano Lazcano como benefactor.